# Herrnhuter Brüdergemeine

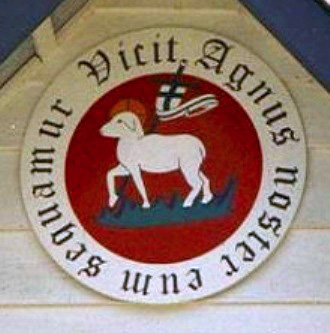
Unitäts-Logo an der Kirche der Brüdergemeine in Nieuw-Amsterdam (Suriname): VICIT AGNUS NOSTER, EUM SEQUAMUR – „Unser Lamm hat gesiegt, lasst uns ihm folgen“.

Die Herrnhuter Brüdergemeine (oft auch lateinisch Unitas Fratrum; Evangelische oder Erneuerte Brüder-Unität, englisch Moravian Church) ist eine auf die böhmische Reformation (Böhmische Brüder) und den vom Pietismus beeinflussten Grafen Nikolaus Ludwig von Zinzendorf zurückgehende internationale Kirche. Als Gründungsjahr gilt zum einen 1457 (Georg von Podiebrads Übergabe des Guts Kunwald an die Petr-Chelčický-Brüder), zum anderen 1727 (Ausarbeitung der Statuten für die Glaubensflüchtlinge in der Siedlung Herrnhut durch Zinzendorf). Nach Hedwig Richter gilt die Herrnhuter Brüdergemeine „als die bedeutendste Gemeinschaft, die der Pietismus hervorgebracht hat“.
Es gibt in vielen Ländern Gemeinden und Freundeskreise, die aus der sehr aktiven Missionsarbeit der Herrnhuter Brüdergemeine und ihrer Tochtersiedlungen in den vergangenen Jahrhunderten entstanden sind. Heute hat die Unitas Fratrum weltweit über 1.000.000 Mitglieder (im Sprachgebrauch der Herrnhuter Gemeinmitglieder genannt), davon mehr als die Hälfte in Tansania.
Vier von der Brüdergemeine gegründete und nach deren städtebaulichen Vorstellungen einheitlich gestaltete Siedlungen wurden am 26. Juli 2024 in das UNESCO-Weltkulturerbe aufgenommen: Christiansfeld in Jütland (bereits seit 2015 Welterbe), Bethlehem in Pennsylvania, Gracehill in Nordirland und Herrnhut in Sachsen.

## Geschichte

### Vorgeschichte: Böhmische Brüder

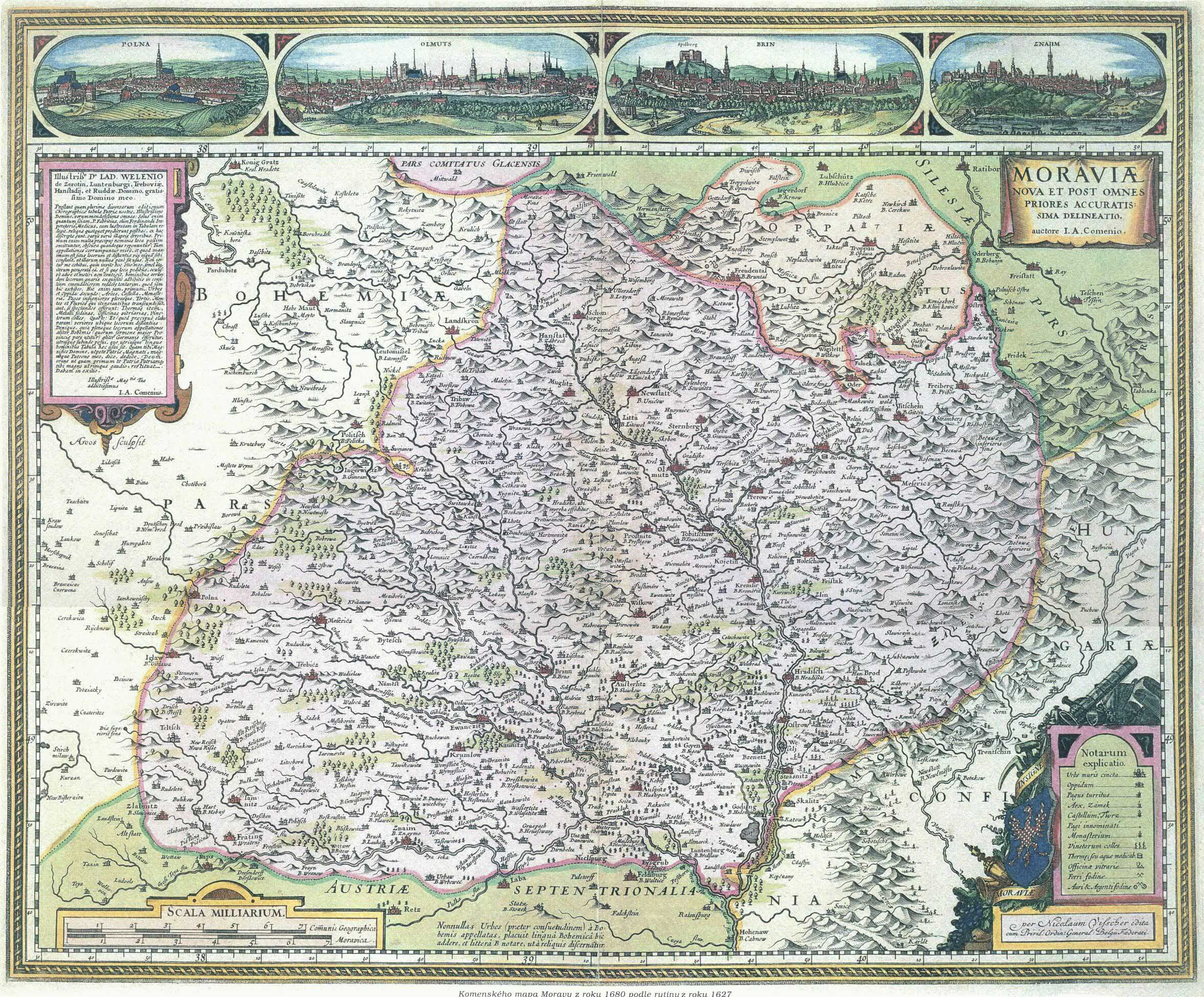
Karte der Markgrafschaft Mähren (aus der Böhmische Brüder 1722 nach Kursachsen flüchteten)

Nach der Verbrennung des bedeutenden böhmischen Reformators Jan Hus auf dem Konzil von Konstanz im Jahre 1415 spalteten sich die nach ihm benannten Hussiten in zwei Parteien, die pragmatischen Kalixtiner oder Utraquisten und die radikalen Taboriten. Zunächst konnten sich diese reformatorischen Gruppen mit der damals üblichen Fremdbezeichnung Böhmische Brüder bzw. der Eigenbezeichnung Unitas Fratrum (Brüder-Unität) behaupten. Jedoch versuchte die böhmisch-luxemburgische Königsdynastie, die Hussiten aus Kirchen- und Staatsämtern auszuschließen, was zu heftigen Unruhen führte und schließlich mit der Kreuzzugsbulle von Papst Martin V. vom März 1420 in die Hussitenkriege mündete. Die in Böhmen und den angrenzenden Ländern wütenden Kämpfe führten ab 1434 zum Untergang der Taboriten, während sich die Utraquisten auf Grundlage der vom Konzil von Basel bestätigten Prager Kompaktaten in Böhmen als Mehrheitskirche etablieren konnten.
Der Prediger und Theologe Petr Chelčický war ein Anhänger von Jan Hus. Nach dessen Tod zerstritt er sich theologisch mit Hus’ Nachfolger als Prediger an der Bethlehemskapelle in Prag, dem Utraquisten Jakobellus von Mies, der die These vertrat, dass man das Gotteswort rechtens auch mit dem Schwert verteidigen dürfe. Diese These nahmen auch die Taboriten an und begründeten damit ihre militaristischen Züge. Petr Chelčický jedoch lehnte jede Gewalt ab. Seit 1420 zurückgezogen auf seinem Gut in Südböhmen lebend, entwickelte Chelčický in diversen Traktaten und Abhandlungen in alttschechischer Sprache, beeinflusst von John Wyclif, eine radikal pazifistische Vision des Christentums. Er erstrebte eine Rückkehr zum Urchristentum, postulierte die Gleichheit aller Christen, rief zu freiwilliger Armut auf und lehnte das Mönchtum, den Kriegsdienst und den Eid ab. Er kritisierte die damalige ständische Gesellschaftsordnung der Grundherrschaft und Erbuntertänigkeit. König Georg von Podiebrad übergab seiner Anhängerschaft, den Petr-Chelčický-Brüdern, 1457 das Gut Kunwald als Wohnsitz. Jedoch entschloss sich Georg (selbst der einzige utraquistische König von Böhmen) bald, gegen die Brüder gewaltsam vorzugehen, um seine politischen Ziele zu erreichen. Trotz mancher Verfolgung wuchs die Zahl der Anhänger weiter an, so dass diese sich 1467 eine Ordnung mit Priestern und einem Bischof gaben.
Nach dem Tod des Bischofs Matthias von Kunwald im Jahr 1500 richtete sich gegen die Vertreter der strengen Grundsätze (die Kleine Partei) bald eine Gruppe, die eine Abkehr vom moralisierenden und separatistischen Kurs wollte, die sogenannte Große Partei oder Brüderunität (Unitas fratrum). Statt eines Bischofs bestand die oberste Leitung der Brüderunität nun aus einem Rat von vier Senioren. Einer dieser vier Senioren, Lukas von Prag, verpflichtete die Brüderunität auf die Übernahme von sozialer Verantwortung; er gilt heute neben Chelčický als ihr zweiter Begründer. Die Kleine Partei existierte noch ungefähr 50 Jahre neben der Brüderunität, bis sie um etwa 1550 verschwand. Martin Luther, der mehrfach mit dem Bischof Jan Augusta verhandelte, konnte sie aber nicht auf seine Seite ziehen, da sie auf dem Zölibat des Klerus, den sieben Sakramenten und der eucharistischen Lehre nach katholischem Glauben und apostolischer Tradition bestand. Nach dem Schmalkaldischen Krieg wurde die Brüderunität in Böhmen verfolgt und verlagerte ihren Schwerpunkt nach Mähren.
Mit der Confessio Bohemica im Jahr 1575 wurde ein Vergleich der Brüder mit den Lutheranern, den Reformierten und den Calixtinern erreicht. Aufgrund dessen stellte Kaiser Rudolf II. 1609 den Majestätsbrief aus. Während des 1618 ausgebrochenen Dreißigjährigen Krieges wurden die Brüder in Böhmen fast vollständig vernichtet; sie konnten sich nur noch heimlich versammeln. Ihr Bischof Johann Amos Comenius musste 1628 seine Heimat verlassen. Die Brüder ließen sich unter anderem im polnischen Lissa und im Königreich Ungarn (im heute slowakischen Skalica und Púchov) nieder.

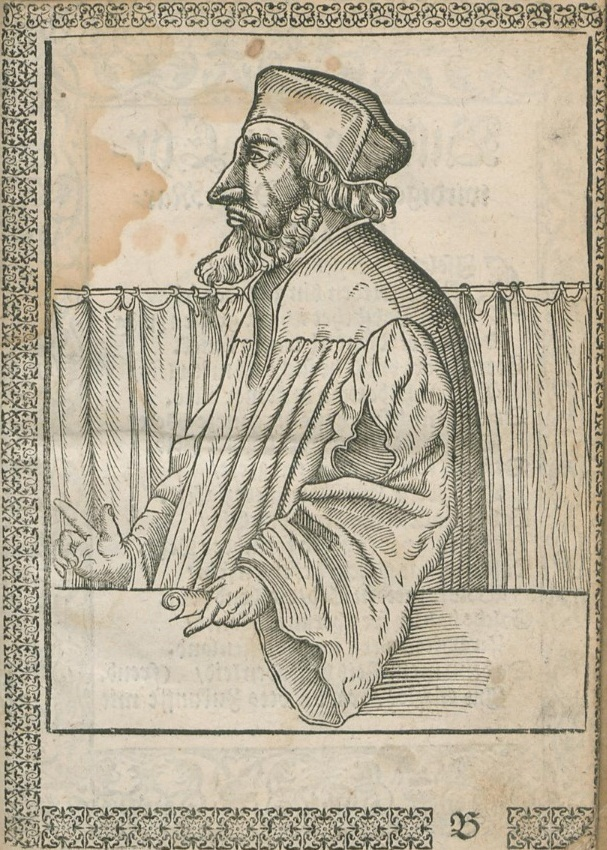
Jan Hus (1369–1415)
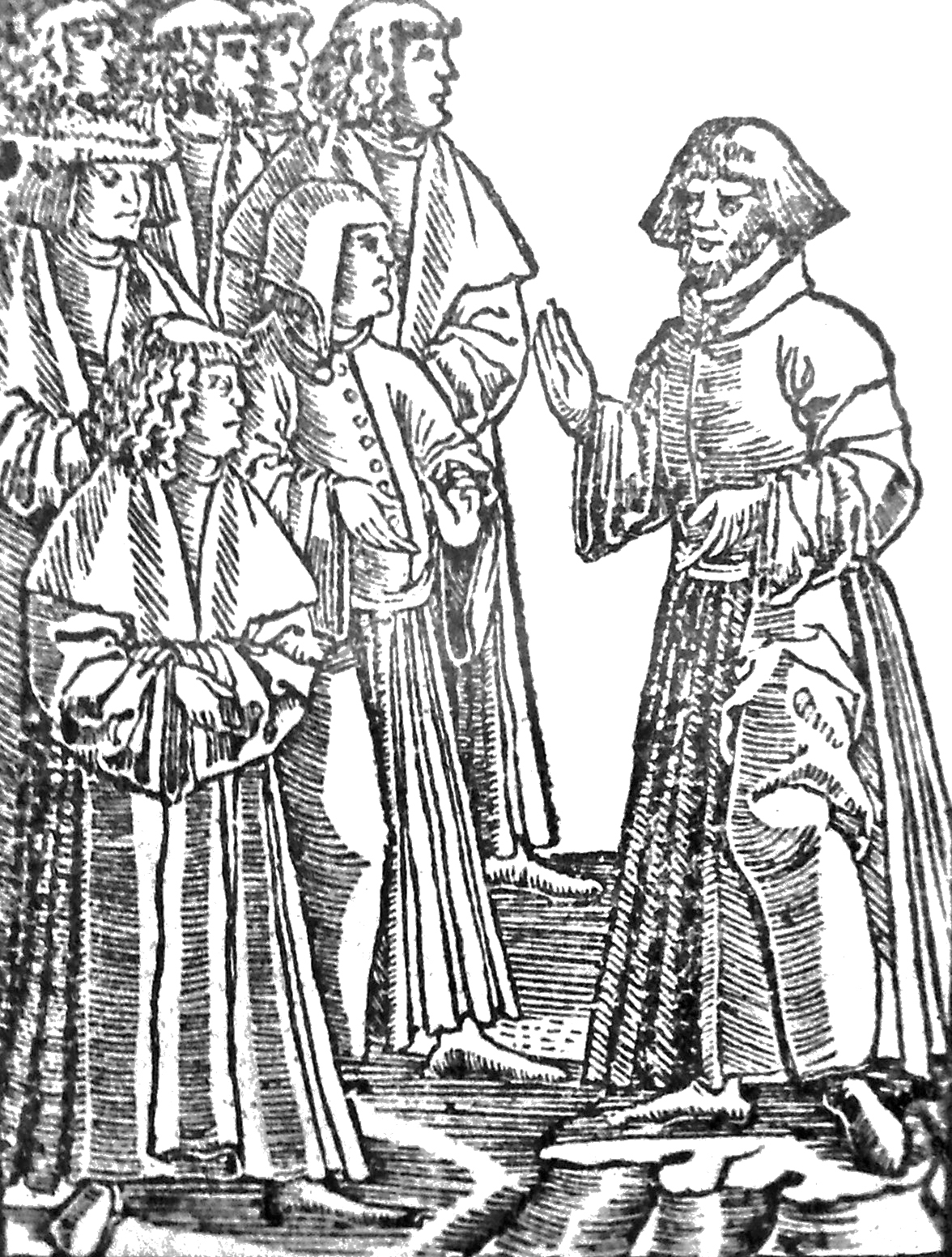
Petr Chelčický (ca. 1390–1460)
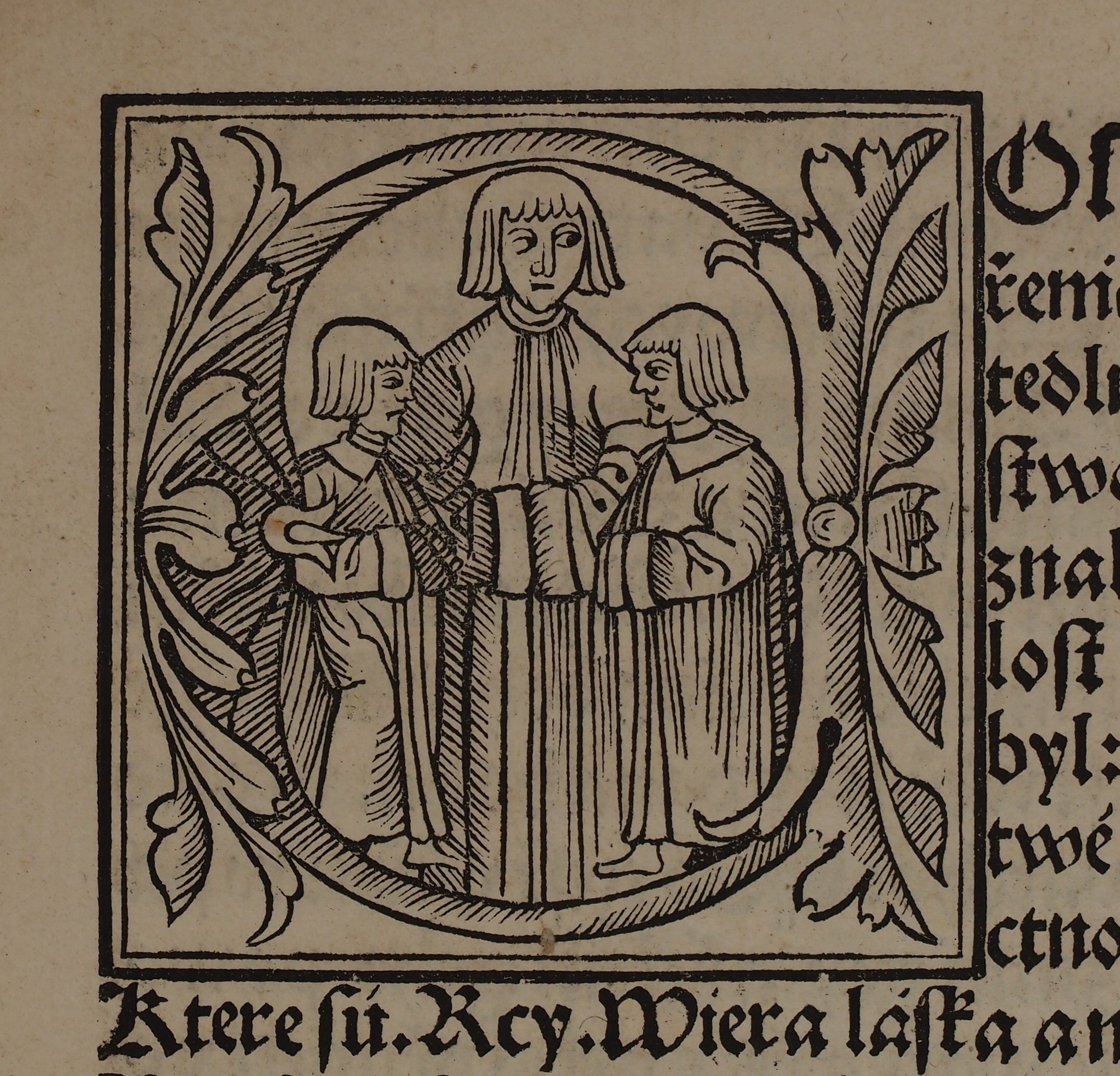
Lukas von Prag (1460–1528)
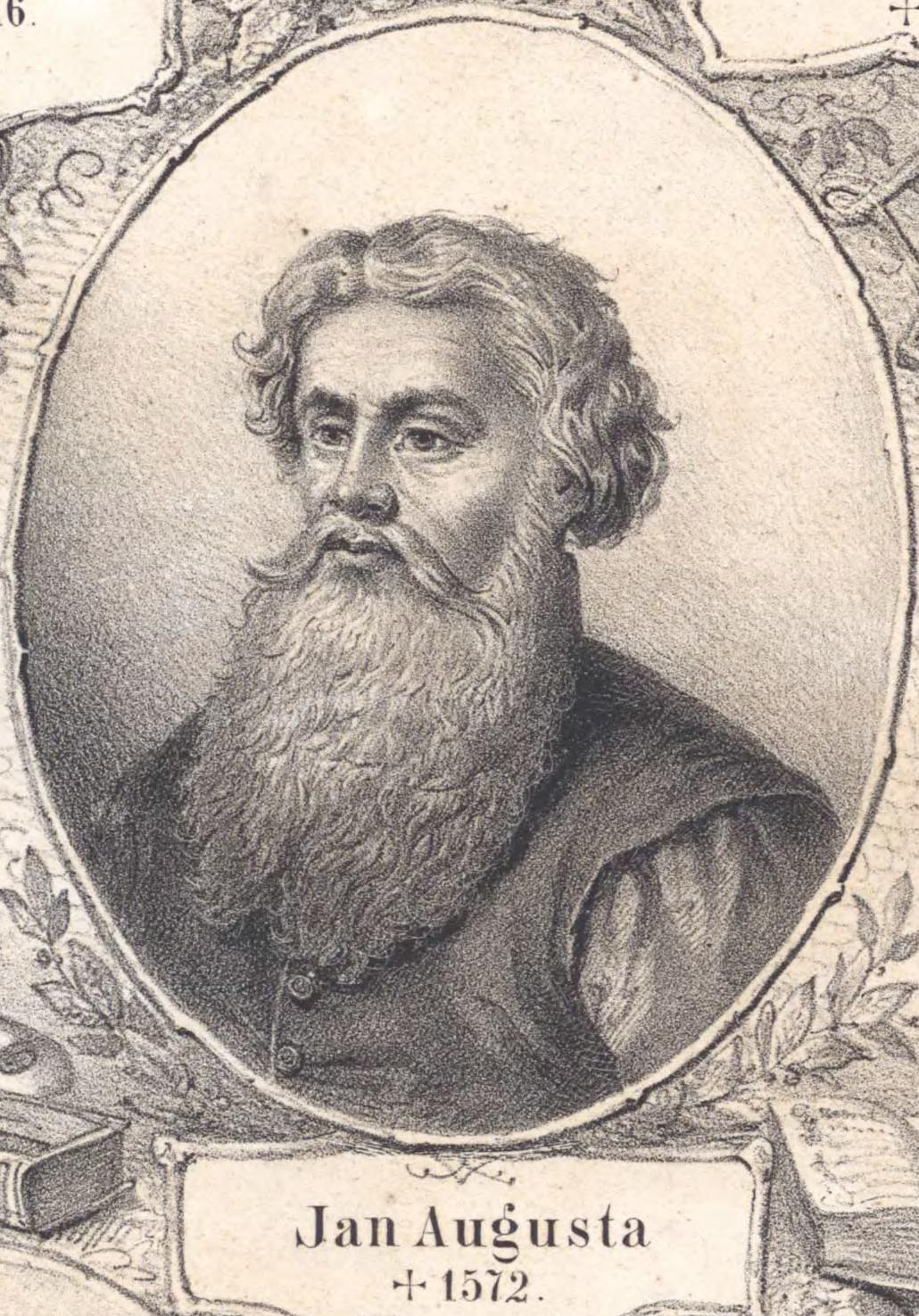
Jan Augusta (ca. 1500–1572)
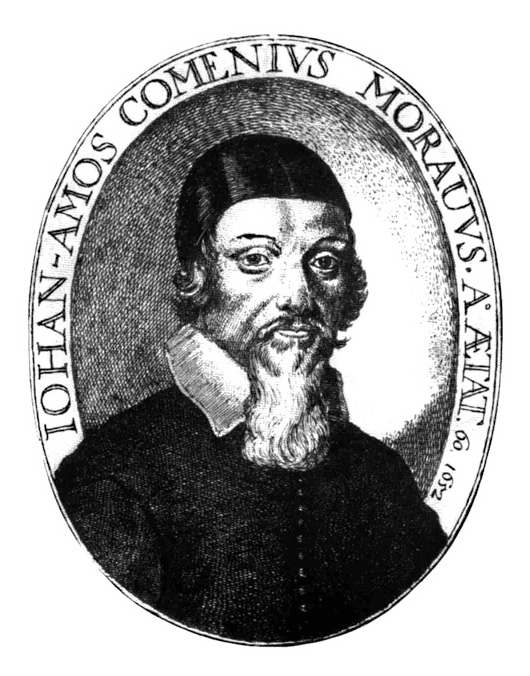
Johann Amos Comenius (1592–1670)

### Entwicklung

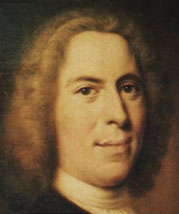
Nikolaus Ludwig Graf von Zinzendorf

Infolge der Gegenreformation Anfang des 18. Jahrhunderts kamen ab 1722 Böhmische Brüder überwiegend aus Mähren auf das Gut von Nikolaus Ludwig Graf von Zinzendorf (1700–1760) im Oberlausitzer Ort Berthelsdorf. Außerhalb des Dorfes gründeten sie unter Führung von Christian David die Siedlung Herrnhut. Graf Zinzendorf, der sich dort 1725–27 ein auch als „Herrschaftshaus“ bezeichnetes Palais errichtet hatte, musste bald Konflikte schlichten, die zwischen dem lutherischen Ortspfarrer Johann Andreas Rothe und den Siedlern ausgebrochen waren. Gemeinsame Einsicht zur Buße, Umkehr, Versöhnung und eine Abendmahlsfeier am 12. August 1727 beschloss die zweite Gründungsphase der Herrnhuter Brüdergemeine. Zinzendorf, Rothe und David arbeiteten danach die sogenannten Herrnhuter Statuten aus, in denen die rechtlichen und wirtschaftlichen Rahmenbedingungen für die Siedlung, aber auch die geistlichen Regelungen für die neue Gemeinschaft festgelegt wurden. Im Februar 1728 versammelten sich 150 Brüder und Schwestern auf dem ersten sogenannten Gemeintag, um sich mit Thema der weltweiten Mission auseinanderzusetzen. Als Folge wurde eine Art Missionsschule eingerichtet, die vier Räume umfasste und für 26 unverheiratete junge Männer diente, die nach der Alltagsarbeit in Sprache, Schrift und Medizin ausgebildet wurden.
Schon in den nächsten Jahren entschloss sich die Gemeinschaft, ihren neu gestärkten Glauben weltweit zu verkündigen. Dazu wurde Kontakt mit dem dänischen Königshaus aufgenommen; 1732/33 wurden die ersten Missionare nach Saint Thomas in der Karibik (Neu-Herrnhut) und nach Grönland (Noorliit) ausgesandt. 1736 kam es zur Verbannung Zinzendorfs aus dem Kurfürstentum Sachsen, da seine Brüdergemeine der lutherischen Orthodoxie zu selbständig geworden war und als Bedrohung der einheitlichen Landeskirche angesehen wurde. 1737 zogen einige Brüder weiter nach Böhmisch-Rixdorf bei Berlin. Zinzendorf fand Asyl bei den Grafen zu Ysenburg und Büdingen auf der Burg Ronneburg in der Wetterau und gründete dort die Gemeinden Marienborn (Grafschaft Ysenburg-Büdingen-Meerholz) und Herrnhaag (1738; Grafschaft Ysenburg-Büdingen-Büdingen). 1737 wurde er (wie 1735 schon David Nitschmann) durch den reformierten Hofprediger Daniel Ernst Jablonski in Berlin, der zugleich Bischof der polnischen Brüder-Unität war, zum Brüderbischof ordiniert. Die polnische Unität war durch Sukzession mit der alten böhmisch-mährischen verbunden, deren eigene Bischofssukzession über Johann Amos Comenius hinaus nicht fortgesetzt werden konnte.
Neben der Mission außerhalb Europas, die noch in den 1730er Jahren auch in Suriname, den britischen Kolonien in Nordamerika (Bethlehem (Pennsylvania)) sowie in Südafrika (Genadendal) aufgenommen wurde, wurden die Glaubensgrundsätze auch in Mitteleuropa durch ein dichtes Netz von Freundeskreisen und Tochtergemeinden verbreitet. Bereits 1738 gab es in der ostfriesischen Stadt Norden einen vom Mennonitenprediger Johannes Deknatel initiierten Herrnhuter Hauskreis, aus dem die Herrnhuter Stadtgemeine Norden hervorging. Weitere frühe Gründungen waren die Kolonien Niesky bei Görlitz (1742), Gnadenfrei in Niederschlesien und Neudietendorf bei Gotha (beide 1743), Neuwied (1750) und die Kolonie Kleinwelka in der Oberlausitz (1751/57). Zinzendorf selbst unternahm Missionsreisen in die russischen Ostseegouvernements Estland, Livland, Kurland sowie nach England, Nordamerika und auf die Westindischen Inseln. Auch in den Niederlanden, der Schweiz und Skandinavien entstanden Gemeinden.
Ab 1743 kam es vor allem in Herrnhaag zu einem Überschwang religiöser Gefühle, der – verbunden mit den äußeren Anfeindungen und finanziellen Problemen – die Brüdergemeine in eine ernsthafte Krise brachte. Erst im folgenden Jahrzehnt konnte die Lage wieder konsolidiert werden. Dazu trug auch die Wiederannäherung an die lutherische Theologie bei, die 1749 zu einer Anerkennung der Confessio Augustana als Bekenntnisgrundlage führte. Damit war auch in Kursachsen wieder eine geordnete Arbeit möglich. Im Schloss Barby war ab 1748 das Theologische Seminar, zeitweilig auch die Kirchenleitung ansässig.

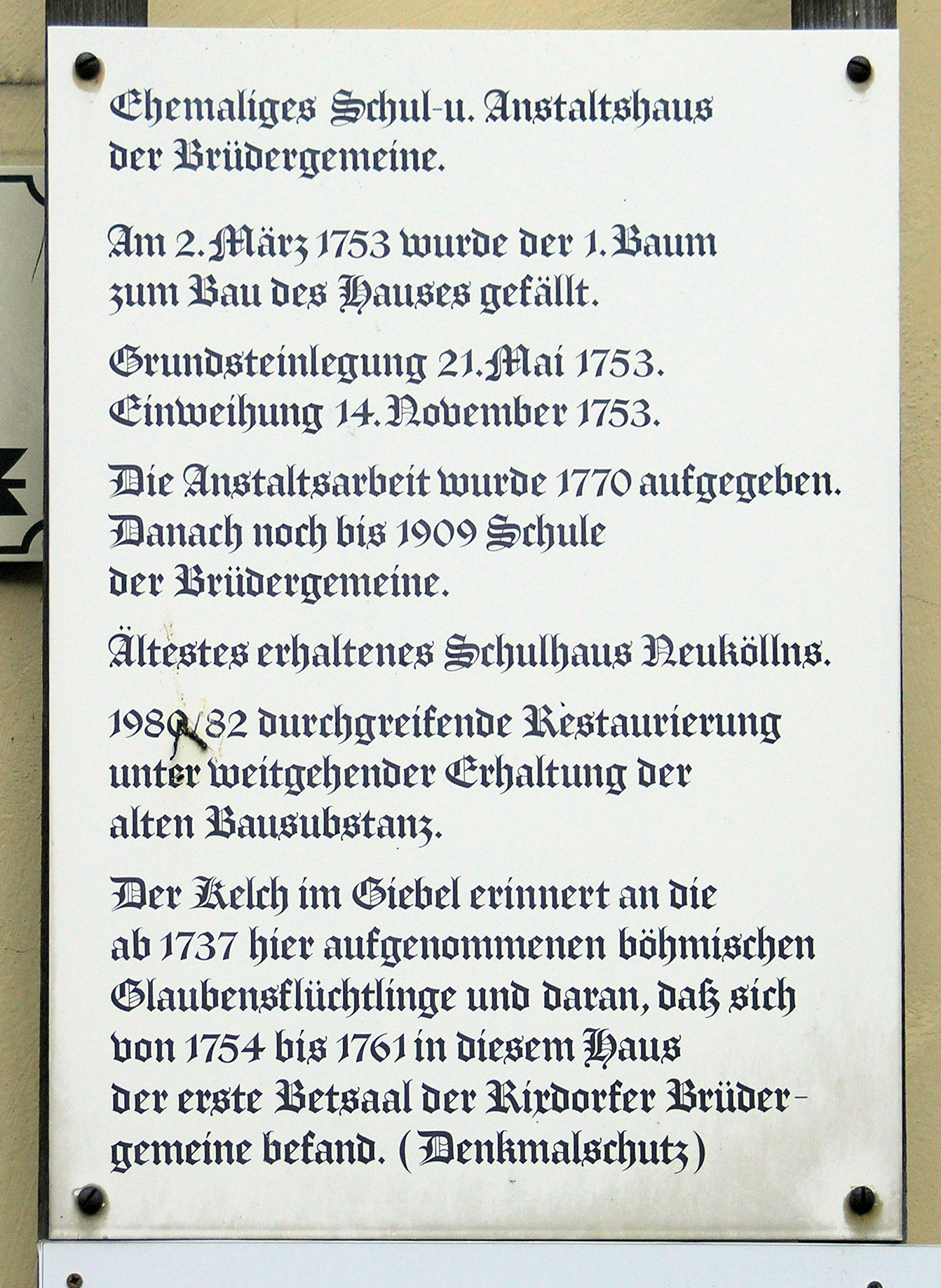
Schul- und Anstaltshaus, Berlin-Neukölln
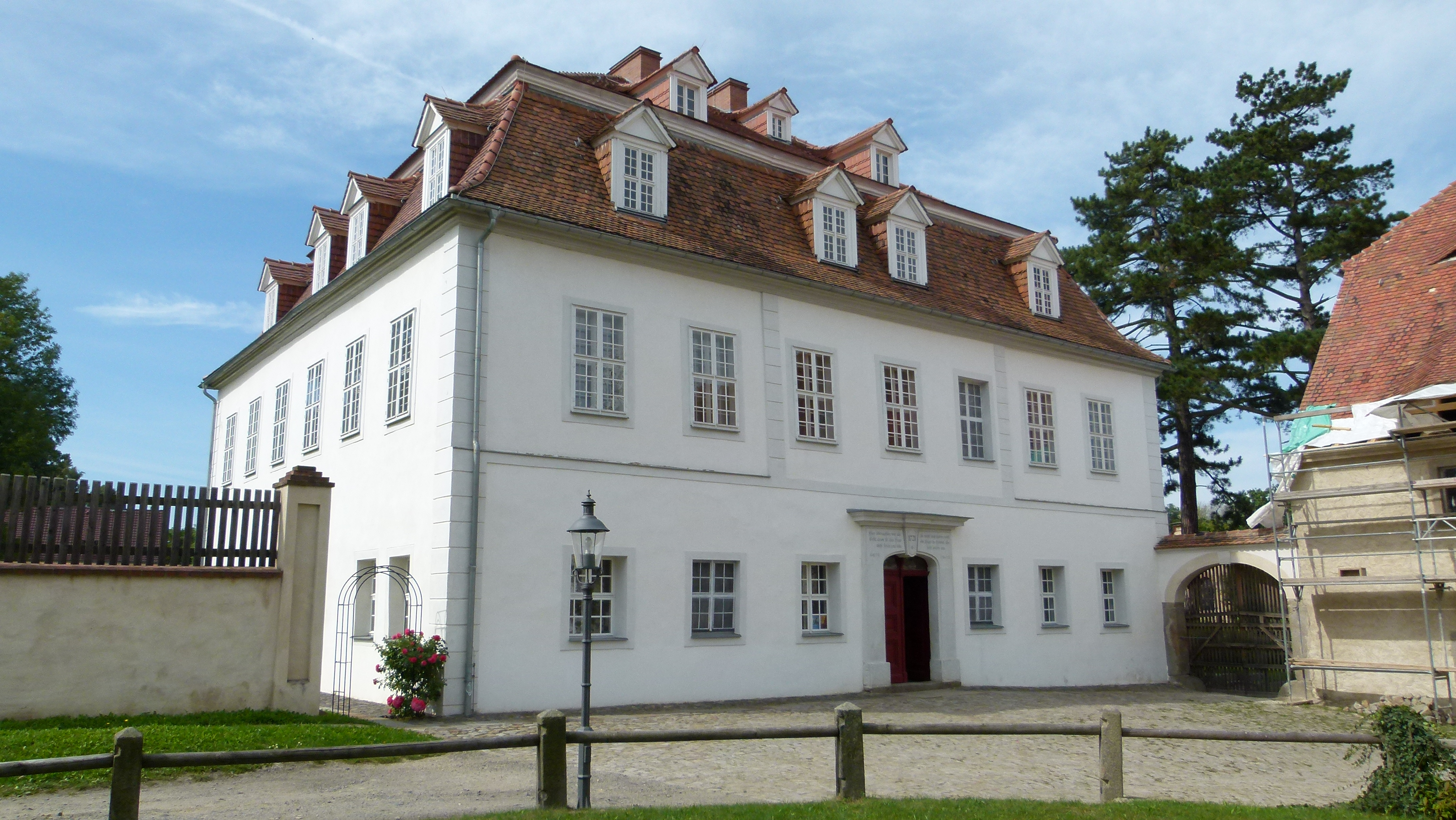
Schloss Berthelsdorf, Sachsen
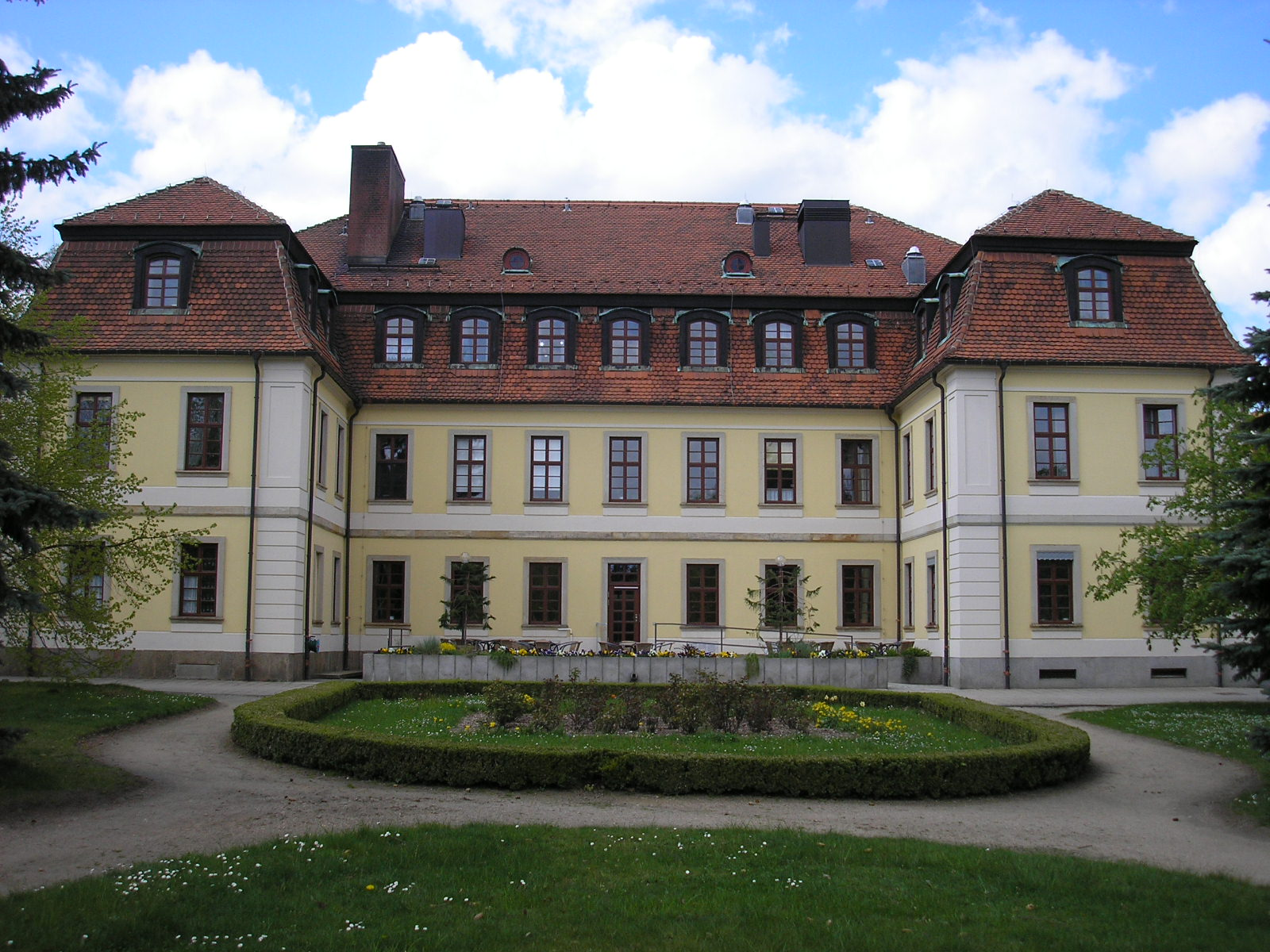
Herrschaftshaus Herrnhut, Sachsen; heute: Zinzendorf-Haus der Herrnhuter Diakonie
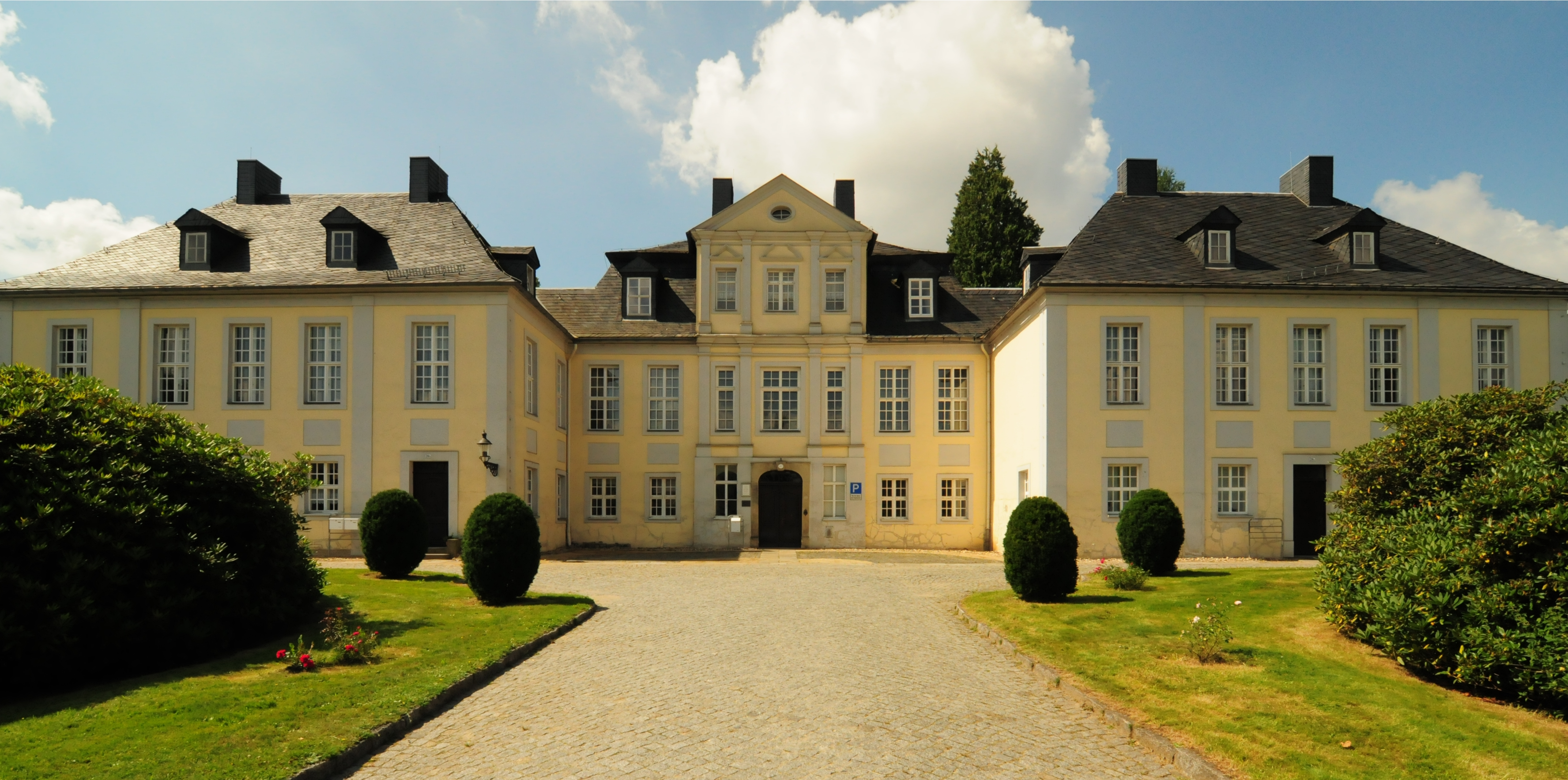
Vogtshof Herrnhut
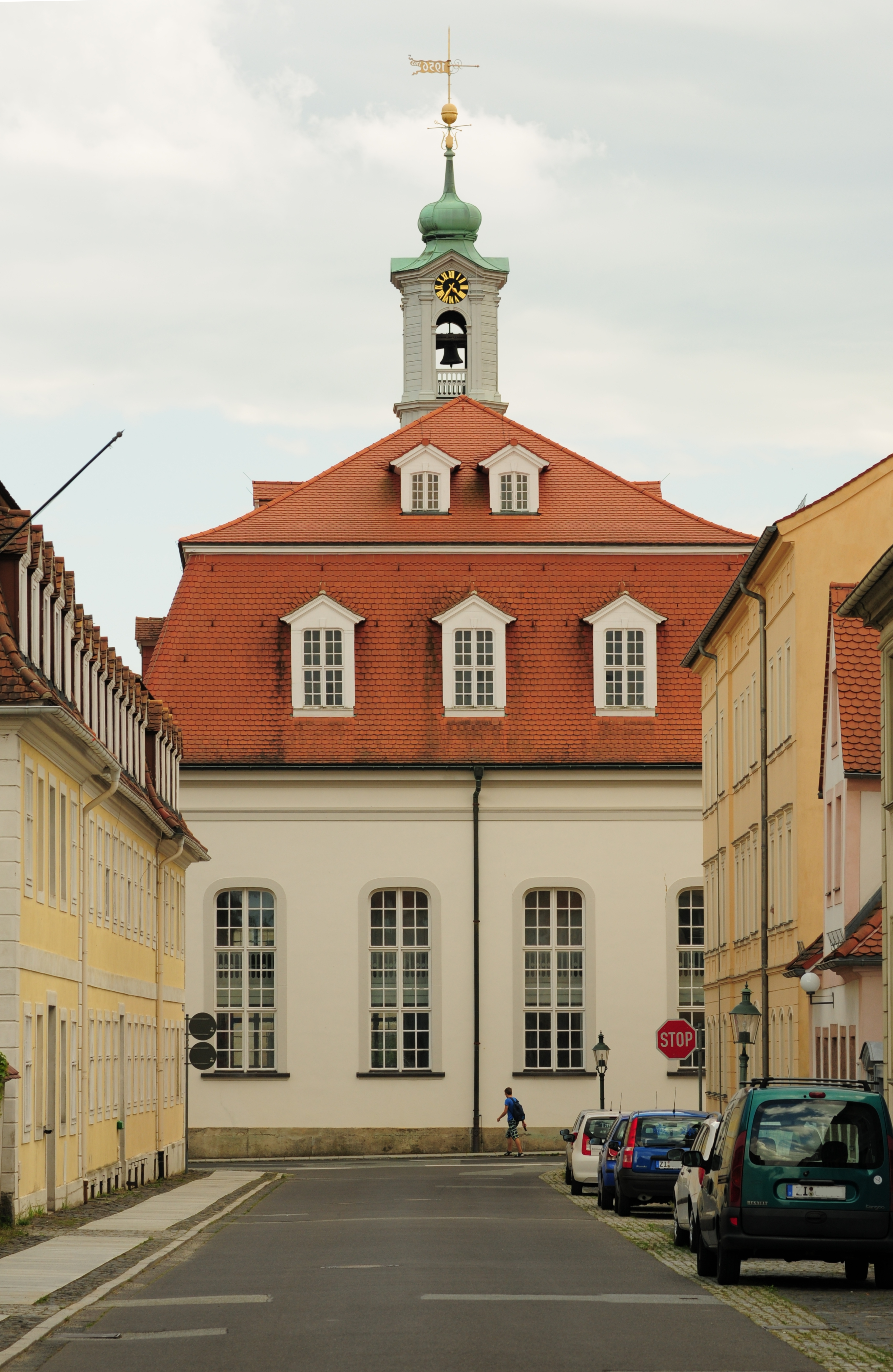
Gemeinsaal Herrnhut
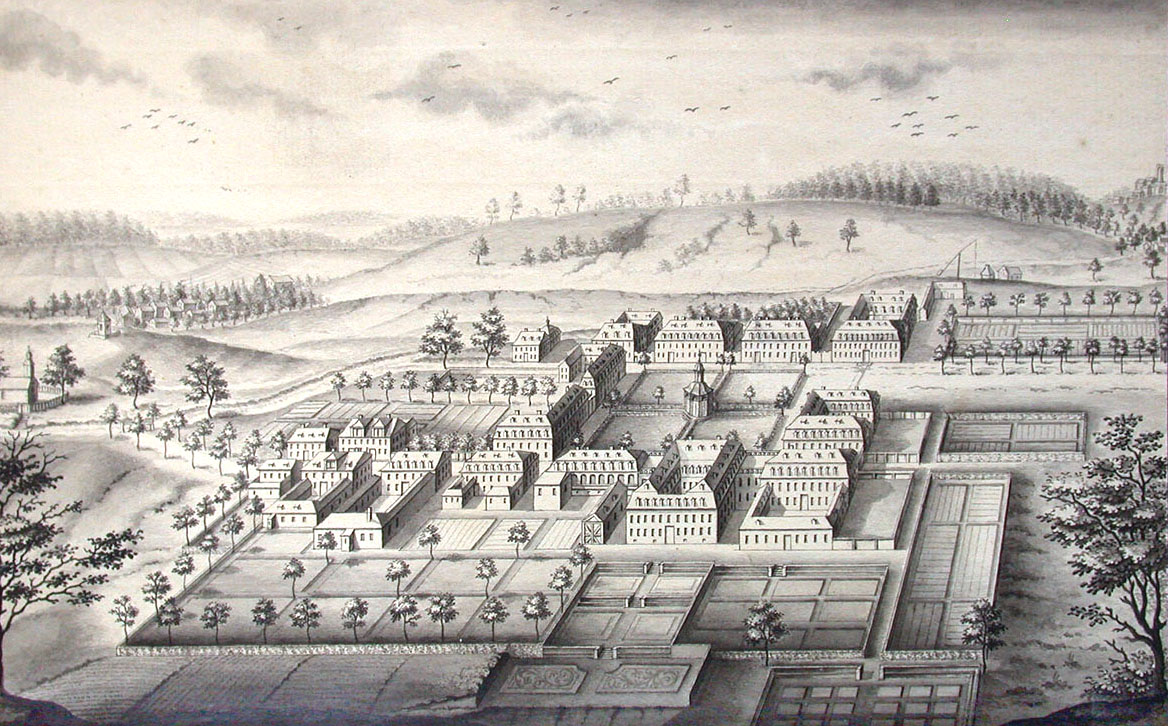
Siedlung Herrnhaag, Wetterau, Hessen

Schon 1755 hatte Zinzendorf, der bis dahin die Gemeine mehr oder weniger autokratisch geleitet hatte, wesentliche Kompetenzen an ein Direktorial-Kollegium abgegeben. Bis im Todesjahr Zinzendorfs 1760 hatte die Brüdergemeine 226 Missionare ausgesandt und über 3000 Bekehrte getauft. Nach seinem Tod wurde auf den Synoden von 1764, 1769 und 1775 eine kollegiale Leitungsstruktur etabliert. Nachdem die Güter in Berthelsdorf und Herrnhut der Familie Zinzendorf abgekauft worden waren, etablierte sich dort wieder das Zentrum der Gemeine. Eine führende Rolle spielte August Gottlieb Spangenberg, der schon ab 1735 (ab 1744 als Bischof) in Nordamerika gewirkt hatte, 1762 aber als Mitglied des Leitungsgremiums nach Herrnhut zurückkehrte. Seine Idea Fidei Fratrum (1779) legte die Brüderunität auf eine Theologie fest, in der Zinzendorfs Sonderlehren gemildert waren, wodurch sich das Verhältnis zu den evangelischen Landeskirchen erheblich verbesserte.
Das 1764 gegründete Unitätsarchiv ist seit 1820 in Herrnhut und beinhaltet neben Archivgut auch Bibliotheksgut sowie museales Sammlungsgut.

## Organisation
Die Brüder-Unität ist synodal organisiert. Weltweit gibt es 19 Provinzen, deren Vertreter alle sieben Jahre zu einer Unitätssynode zusammenkommen.
Die Verantwortung für die Gemeinde liegt beim Ältestenrat, die Verantwortung für die Provinz bei der Synode. Das Bischofsamt ist rein geistlich und hat keine Verwaltungsaufgaben.

### Gliederung und Verbreitung
Weltweit ist die Herrnhuter Brüdergemeine / Unitas Fratrum in die vier Regionen Afrika, Europa, Karibik und Lateinamerika sowie Nordamerika geteilt. Die Regionen sind in Provinzen gegliedert, von denen manche in Distrikte unterteilt sind.
Insgesamt gehörten im Jahr 2016 der Herrnhuter Brüdergemeine 1.197.140 Mitglieder in 24 selbständigen Kirchen (Provinzen) an, zu denen fünf nicht vollständig unabhängige „Missionsprovinzen“ und einige von außen verwaltete „Missionsgebiete“ kommen. Etwa 76 Prozent der Mitglieder leben in Afrika (907.000), 17 % in Mittelamerika (205.000), 3 % in Nordamerika (39.000) sowie je 2 % in Europa (20.000) und den Missionsgebieten (25.000).
| Provinzen bzw. Missionsgebiet         | Gründungsjahr                       | Gemeinden | Mitglieder |
| ------------------------------------- | ----------------------------------- | --------- | ---------- |
| Afrika (insgesamt)                    | Afrika (insgesamt)                  |           | 907.830    |
| Burundi (Missionsprovinz Tansanias)   |                                     |           | 40.000     |
| Tansania, Nordprov.                   | 2007                                | 25        | 3.910      |
| Tansania, Ostprov.                    | 2007                                | 56        | 28.510     |
| Tansania, Rukwaprov.                  | 1986                                | 60        | 66.410     |
| Tansania, Südprov.                    | 1891                                | 170       | 203.000    |
| Tansania, Südwestprov.                | 1978                                | 211       | 300.000    |
| Tansania, Tanganyikasee-Prov.         | 2005                                | 30        | 32.100     |
| Tansania, Westprov.                   | 1897                                | 61        | 104.000    |
| Sambia                                | 1989                                | 17        | 5.210      |
| Südafrika/Namibia                     | 1792/1737                           | 87        | 98.000     |
| Kongo/DR Kongo                        | 2005                                | 80        | 21.500     |
| Malawi                                | 2007                                | 10        | 5.190      |
| Karibik & Lateinamerika (insgesamt)   | Karibik & Lateinamerika (insgesamt) |           | 204.980    |
| Costa Rica                            | 1980/1941                           | 3         | 1.900      |
| Guyana                                | 1878/1835                           | 8         | 960        |
| Honduras                              | 1930                                | 85        | 34.450     |
| Jamaika                               | 1754                                | 65        | 8.100      |
| Nicaragua                             | 1849                                | 226       | 97.000     |
| Suriname                              | 1735                                | 67        | 30.000     |
| Westindien-Ost                        | 1732                                | 52        | 15.100     |
| Honduras (Missionsprovinz Nicaraguas) |                                     |           | 16.870     |
| Kuba                                  | 1997                                |           | 600        |
| Nordamerika (insgesamt)               | Nordamerika (insgesamt)             |           | 39.150     |
| Alaska                                | 1885                                | 22        | 1.690      |
| Nordamerika, Nordprov.                | 1741/1735                           | 89        | 20.530     |
| Nordamerika, Südprov.                 | 1753                                | 55        | 15.030     |
| Labrador                              | 1771/1752                           |           | 1.900      |
| Europa (insgesamt)                    | Europa (insgesamt)                  |           | 20.180     |
| Europäisches Festland (Prov.)         | 1727                                | 24        | 14.530     |
| Großbritannien                        | 1742                                | 30        | 1.200      |
| Tschechien                            | 1862/1457                           | 29        | 3.800      |
| Tschechien/Herrnhuter Seniorat        |                                     |           | 650        |
| Missionsgebiete                       | Missionsgebiete                     |           | 25.000     |
| Insgesamt                             | Insgesamt                           |           | 1.112.120  |

In Guyana und in der Tschechischen Republik ist die kleine Kirche gespalten. In beiden Ländern war es unabhängig voneinander zu charismatischen Bewegungen gekommen, die zur Abtrennung der „traditionellen“ Gemeinden und deren Mitgliedern führten. Jeweils beide Teile sind mit der internationalen Kirche verbunden.
Verbreitet wurde die Brüderunität seit 1732 durch Mission auf der ganzen Welt, angefangen in der Karibik (Neu-Herrnhut (Saint Thomas)), Grönland (Neu-Herrnhut), Südafrika (Genadendal), Nordamerika und 1735 in Suriname. Ende des 19. Jahrhunderts kam die Arbeit im damaligen Deutsch-Ostafrika hinzu, wo im heutigen Tansania die Mehrheit der Mitglieder lebt.
Es war dabei eines der Prinzipien der Herrnhuter Mission, sich Menschen zuzuwenden, um die sich niemand sonst kümmerte. Graf Zinzendorf, der geistliche Leiter der Gemeinde in Herrnhut, war davon überzeugt, dass Gott in der ganzen Welt durch seinen Geist wirksam ist, auch unter Menschen, die ihn noch nicht kennen. Die Herrnhuter Missionare sollten den Menschen, mit denen sie in Berührung kamen, deshalb dabei helfen, diesen immer schon unter ihnen wirksamen Gott besser kennenzulernen und zu erfahren, dass er in Jesus Christus Mensch geworden ist, um sie zu erlösen.
Von Beginn an wurde ein ganzheitliches Missionsverständnis verfolgt und danach gestrebt, neben der Verkündigung dieser frohen Botschaft auch die konkreten Lebensumstände der Menschen zu verbessern, zum Beispiel durch die Errichtung von Schulen und medizinische Hilfe. Ein weiteres Prinzip der Herrnhuter Mission war es, Menschen, die zum Glauben gekommen waren, möglichst schnell selbst dafür einzusetzen, die frohe Botschaft unter ihren Mitmenschen weiterzusagen. Auf diese Weise wurden sie von Anfang an in die Verantwortung mit einbezogen.
Aus der Wirksamkeit der Herrnhuter Missionare ist heute eine weltweite Kirche entstanden. Innerhalb dieser Gemeinschaft besteht eine enge Zusammenarbeit, durch die sich die verschiedenen Provinzen gegenseitig dabei unterstützen, ihren missionarischen Auftrag zu erfüllen.
Neben der Arbeit innerhalb der selbständigen Kirchenprovinzen werden durch die Herrnhuter Brüdergemeine auch neue Missionsaufgaben angegangen. Durch Migration und andere Kontakte entstanden Gemeinden in weiteren Ländern, wo die Arbeit heute unter der Bezeichnung „Missionsgebiet“ von benachbarten Provinzen betreut wird. Im Jahr 1988 wurde der Fonds „Neues Zeugnis für die Welt“ eingerichtet, in den alle Kirchenprovinzen Geld zur Finanzierung einzahlen. Die konkrete Durchführung der jeweiligen Missionsunternehmung wird an die Provinz übertragen, die lokal am nächsten gelegen ist. Hier einige Orte und Regionen, in denen heute durch die Brüdergemeine verantwortete Missionsarbeit geschieht:
- in Afrika: in Kenia, Ruanda, Uganda und Sierra Leone (verantwortet von den tansanischen Provinzen)
- in Asien: in Nepal und Indien (verantwortet von der britischen Provinz)
- in Europa: in Albanien, in Estland (Urvaste) und in Lettland (verantwortet von der europäisch-festländischen Provinz)
- in der Karibik: in Belize, Französisch-Guayana und Haiti (verantwortet von den karibischen Provinzen)

### Gemeinden in Deutschland

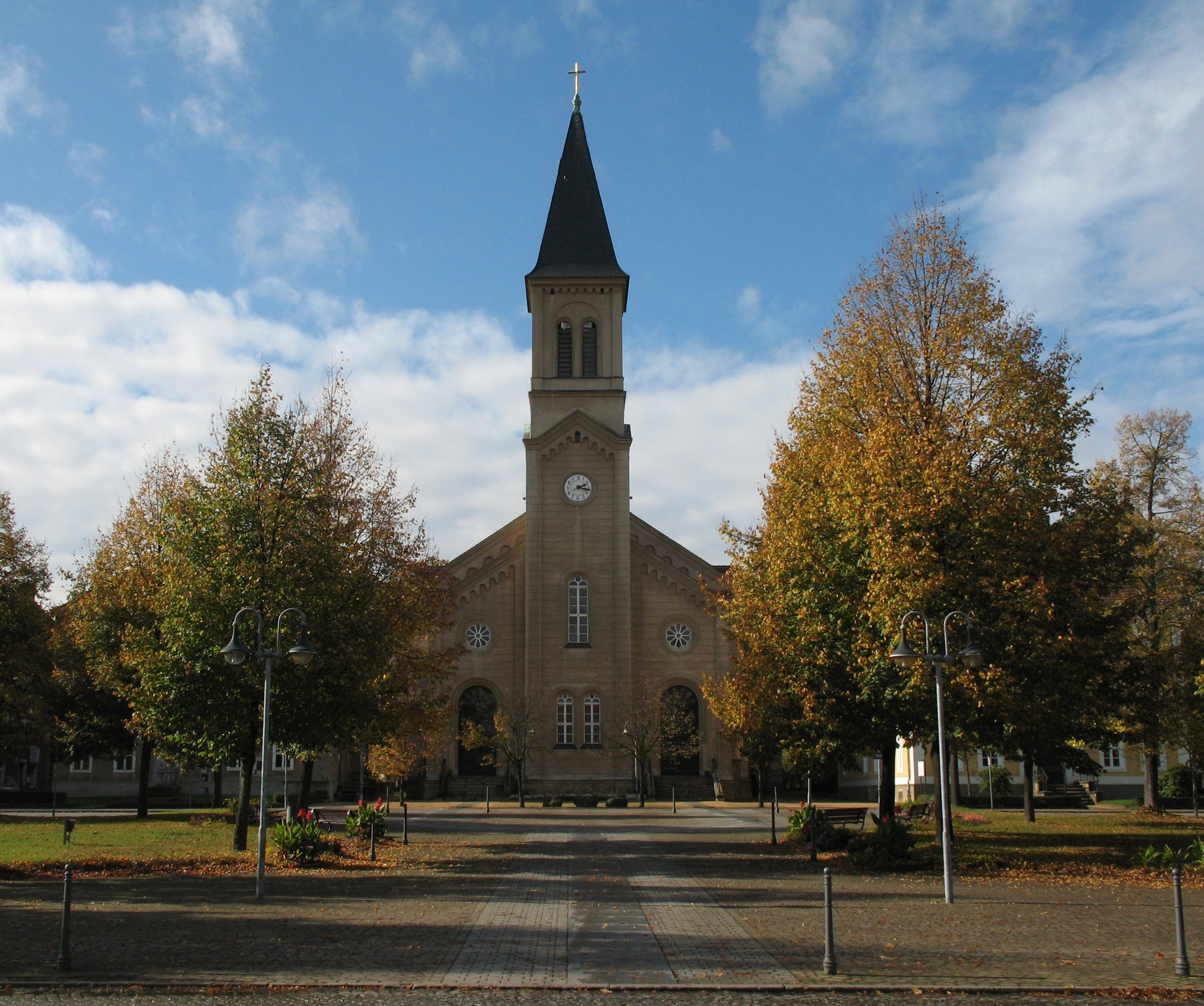
Kirche der Herrnhuter am Zinzendorfplatz in Niesky

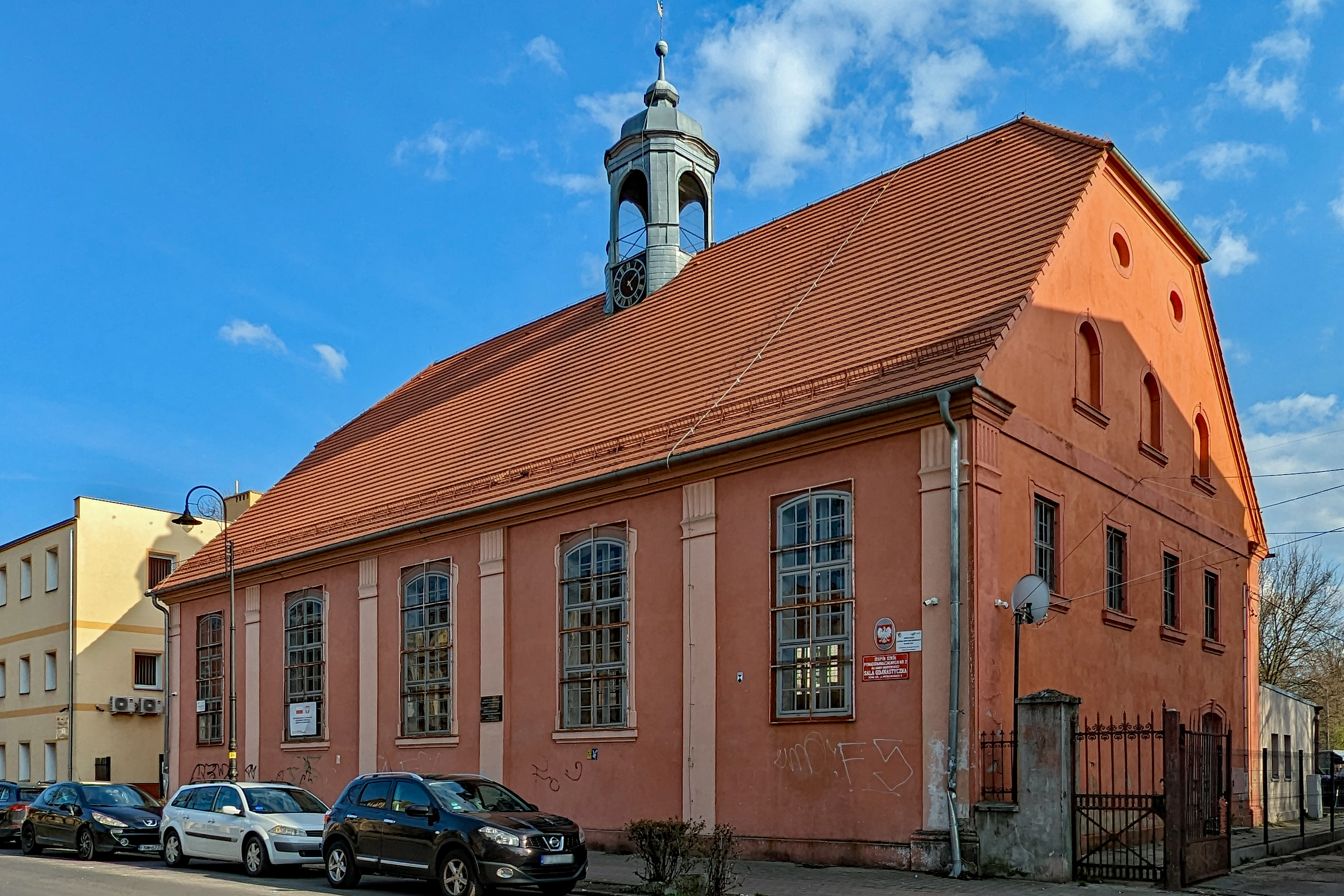
Im Jahr 1747 in Neusalz an der Oder in Niederschlesien (heute Nowa Sól, Polen) errichtetes Bethaus der Herrnhuter

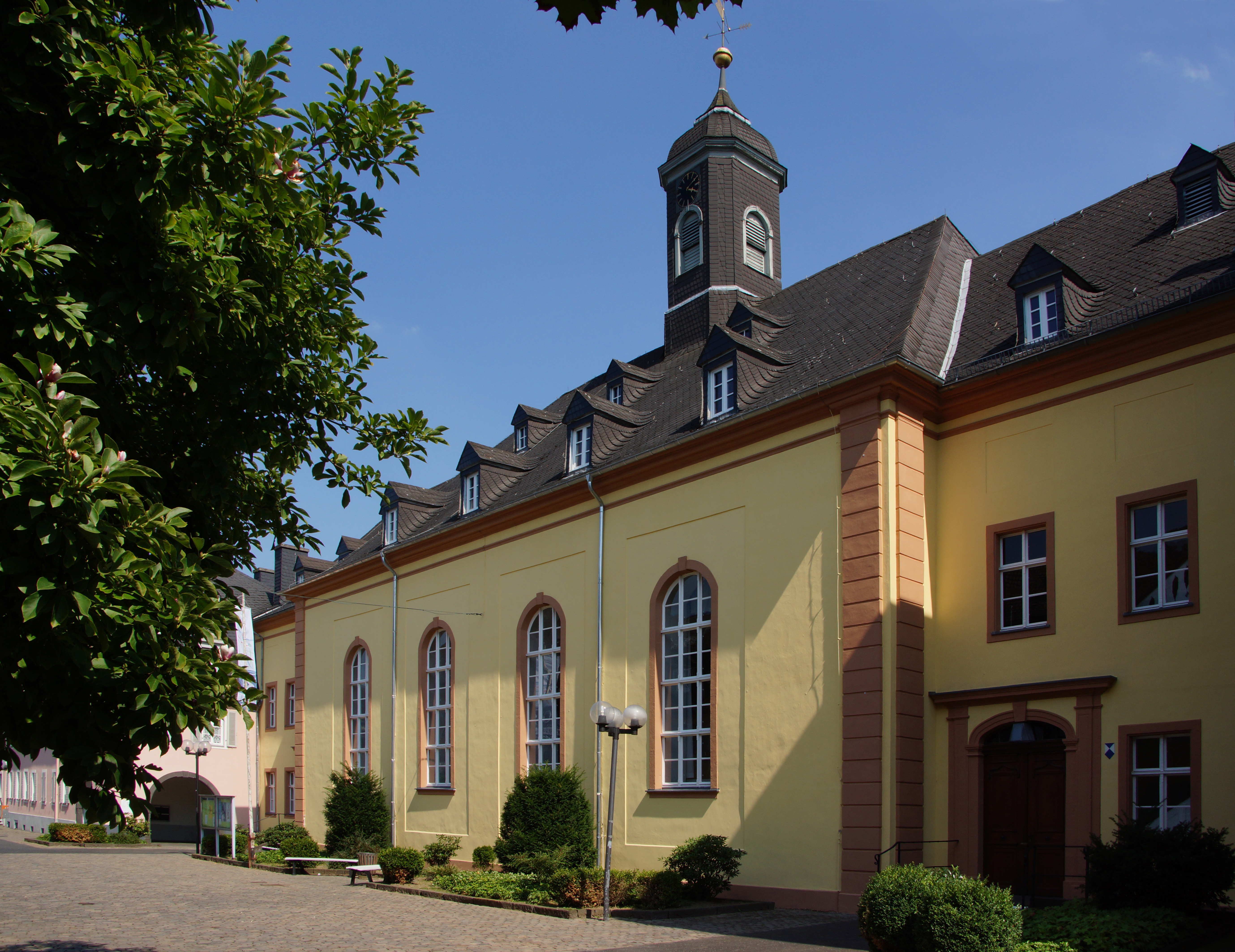
Kirche der Herrnhuter in Neuwied

Die Gemeinden in Deutschland gehören zur Europäisch-Festländischen Provinz der Kirche, die in Deutschland, Dänemark, den Niederlanden, der Schweiz, Schweden, Estland, Lettland und Albanien vertreten ist. Die Mehrzahl der europäischen Mitglieder lebt in den Niederlanden, wobei es sich um Christen mit der Herkunft aus Suriname handelt. Die Leitung der deutschen wie der europäisch-festländischen Gemeinden ist in Herrnhut in der Oberlausitz (Landkreis Görlitz/Sachsen) sowie im württembergischen Bad Boll im Landkreis Göppingen angesiedelt. Bad Boll kam zur Zeit der deutschen Teilung zu Herrnhut hinzu, das in der DDR lag.
Der deutsche Zweig ist festes Mitglied der Arbeitsgemeinschaft Christlicher Kirchen in Deutschland (ACK), beteiligt sich am Ökumenischen Rat der Kirchen (ÖRK) und ist assoziiertes Mitglied der Evangelischen Kirche in Deutschland (EKD), Gastmitglied der Vereinigung Evangelischer Freikirchen (VEF) und steht der Deutschen Evangelischen Allianz (DEA) nahe. Die deutsche Brüdergemeine ist Mitglied des Evangelischen Missionswerks in Südwestdeutschland. Von Deutschland aus bestehen besondere Beziehungen zu der Arbeit der Brüdergemeine in Tansania, Südafrika, Suriname und der diakonischen Einrichtung Sternberg in Palästina. Mit der Unterstützung vieler Freunde wird die Zusammenarbeit wahrgenommen und koordiniert von der Herrnhuter Missionshilfe e. V. (HMH) in Bad Boll.
Bei den deutschen Gemeinden existiert ein sichtbarer Unterschied zwischen sogenannten „Ortsgemeinen“ und „Bereichsgemeinen“. Ortsgemeinen sind traditionelle Gründungen von Orten oder Wohnvierteln, wo im 18. und 19. Jahrhundert Herrnhuter gemeinsam lebten, wie zum Beispiel in Herrnhut, Königsfeld oder Neuwied. Weitere Ortsgemeinen, die einst von Herrnhut aus gegründet waren, sind Zeist in den Niederlanden und Christiansfeld in Süddänemark.
Die Mehrzahl der deutschen Herrnhuter lebte jedoch bis 1945 in den ostdeutschen Provinzen Preußens und fand sich nach Flucht und Vertreibung über ganz Deutschland verteilt wieder. Hier wurden teils sehr großflächige Bereichsgemeinen gegründet, wobei den Mitgliedern empfohlen wird, sich mittels einer Doppelmitgliedschaft auch den evangelischen Gemeinden ihrer Wohnorte anzuschließen. Die einzige Neugründung einer Herrnhuter Siedlung aus heimatvertriebenen Gemeinmitgliedern geschah seit 1946 im niedersächsischen Neugnadenfeld.
Gemeinden in Deutschland bestehen heute in Bad Boll, Berlin, Bielefeld, Cottbus, Dresden, Ebersdorf, Düsseldorf, Forst (Lausitz), Frankfurt am Main, Gnadau, Hamburg, Herrnhaag, Herrnhut, Kleinwelka, Königsfeld, Neudietendorf, Neugnadenfeld, Neuwied, Niesky, Tossens und Zwickau.

### Situation in Österreich
Am 12. Juni 1878 hielt der Kultusminister Carl von Stremayr (1823–1904) den alleruntertänigsten Vortrag, in dem er den Kaiser um die Bevollmächtigung zur Anerkennung der Herrnhuter Brüdergemeine ersuchte. Er stellte fest, dass alle Voraussetzungen für die Anerkennung als erfüllt zu erachten seien, auch wenn die positiven Bedingungen nur durch die Zusicherung der Unitätsdirektion in Berthelsdorf erfüllt würden. Rudolf Wierer konstatierte in seiner Untersuchung, dass durch diese Vorlage des Kultusministers ein der Unität sehr wohlgesinnter Geist wehte. Dennoch resolvierte der Kaiser die Entschließung am 29. März 1880 erst unter dem Nachfolger Sigmund Conrad von Eybesfeld (1821–1898) die gesetzliche Anerkennung der Herrnhuter Brüder-Unität.
Diese Anerkennung blieb auch nach dem Untergang der Habsburgermonarchie bestehen, obwohl ihr Schwerpunkt im böhmischen Raum lag und sie im kleiner gewordenen Nachkriegsösterreich keine einzige Kultusgemeinde mehr hatte. Ihr Rechtsstatus war lange umstritten, von einigen wurde die Anerkennung als ruhend angesehen, bis das erste Bundesrechtsbereinigungsgesetz 1999 deren Gültigkeit zunächst bestätigte. Mit Verordnung vom 3. Februar 2012 hob die Bundesministerin für Unterricht, Kunst und Kultur schließlich die Verordnung von 1880 auf, womit die Anerkennung der Brüderkirche in Österreich beendet wurde. Rechtsgrundlage dafür war § 11a Abs. 1 Z 2 des Bundesgesetzes über die Rechtspersönlichkeit von religiösen Bekenntnisgemeinschaften, in dem die Aberkennung dieses Status normiert ist, wenn die Religionsgesellschaft innerhalb mindestens eines Jahres keine handlungsfähigen statutengemäß vertretungsbefugten Organe für den staatlichen Bereich besitzt.

### Situation in der Schweiz

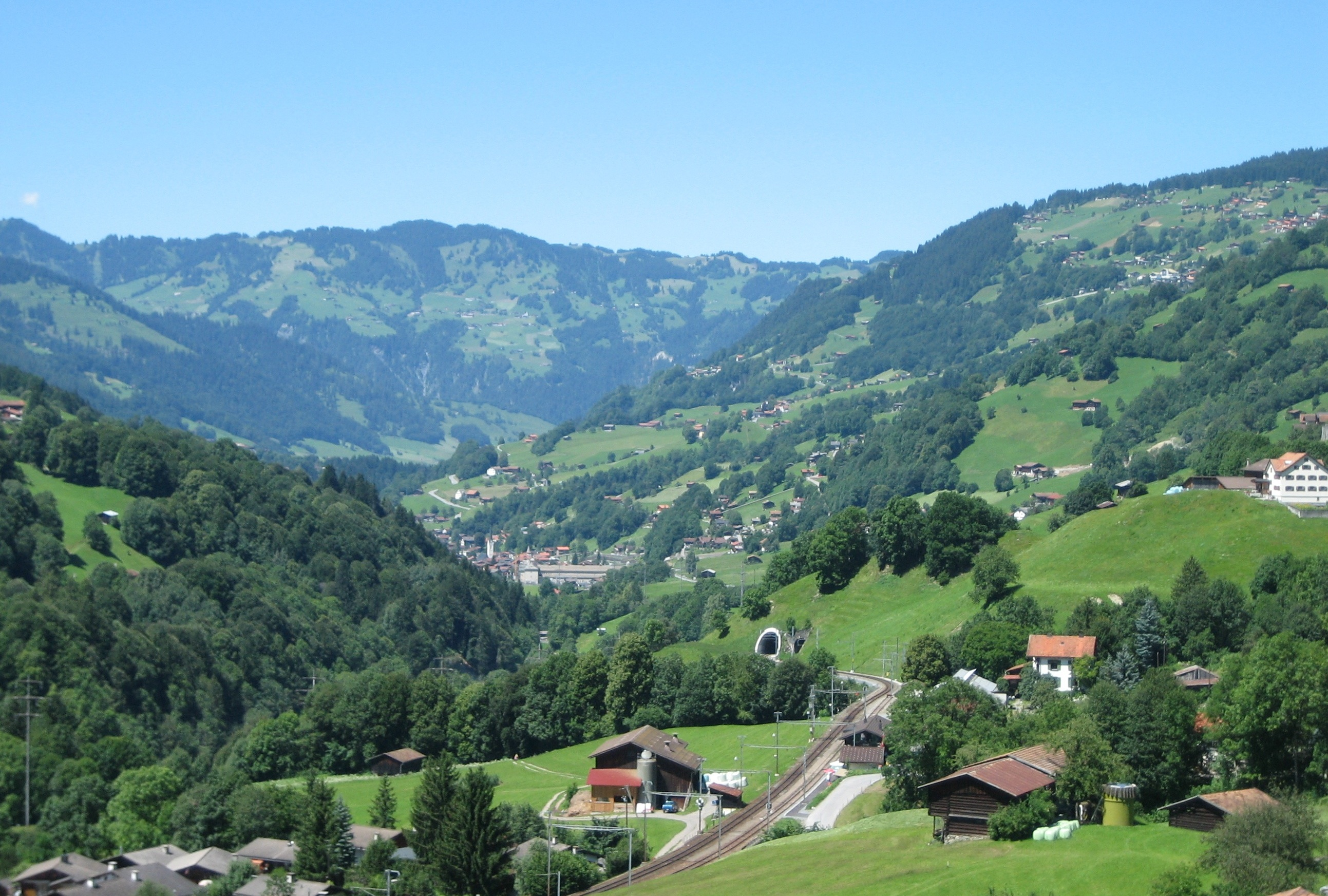
Das Prättigau bei Saas, nach Norden

Als Anfang des Wirkens der Brüdergemeine in der Schweiz kann der Besuch von Nikolaus Ludwig von Zinzendorf bezeichnet werden, der 1735 Zürich besuchte und hier eine erste Gemeinschaft begründete. In der Folge jedoch entwickelte sich der Kanton Graubünden zu einem Zentrum der Herrnhuter. Der erste Sendbote der Brüdergemeine hier war Johann Georg Wallis, der im Sommer 1750 in Begleitung seines Freundes, des Churer Pfarrers und Herrnhuterfreundes Daniel Willi, durch das Prättigau reiste und Klosters, Saas und Davos besuchte. In den folgenden Jahren besuchten weitere reisende Herrnhuter die Region, und die Zahl der Freunde wuchs schnell. Vor allem Klosters entwickelte sich zu einem Zentrum der Brüdergemeine, wo sich im Haus des Pfarrers Johannes Roseli d. J. (1722–1793) wöchentlich bis zu 70 Gläubige versammelten. Eine weitere wichtige Station war Luzein, wo Pfarrer Jakob Valentin (1752–1773) wirkte. Auch in Jenaz, Grüsch, Seewis und Schiers konnten die Herrnhuter Anhänger versammeln. Der Pfarrer Gian Battista Frizzoni versuchte im Bergell und Oberengadin das Anliegen der Herrnhuter zu fördern. 1778, als schon seit fast zwei Jahrzehnten der Herrnhuterstreit in Graubünden tobte, wurden im ganzen Bündnerland 249 Mitglieder gezählt, zu denen noch zahlreiche Sympathisanten gehörten. Danach wurde es ruhiger um die Herrnhuter in Graubünden, 1866 zog Bruder Hayder als letzter Herrnhuter Sendbote durch das Prättigau und das Bündnerland.
In den Kantonen Zürich, Thurgau und Schaffhausen waren zusammen 321 Anhänger registriert. Emanuel Ryhiner, der Pfarrer der Leonhardskirche, unterstützte bis zur Spaltung 1742 die herrnhutischen Anhänger in Basel. Im aargauischen Menziken fassten die Herrnhuter 1785 Fuss, seit 1869 existierte dort eine Gemeine als Verein und sie baute auch ein Kirchgebäude, die sogenannte Brome. 2017 wurde die Sozietät definitiv geschlossen, weil sie seit Jahrzehnten keinen Pfarrer mehr hatten und das Gebäude vor Jahren verkauft worden war.
In Verbindung mit anderen Pietisten entstanden mehrere Gemeinschaften und Einrichtungen in der Romandie. Eine der ersten Gruppen wurde 1818 im Neuenburger Jura, in Le Locle, gegründet, die um 1870 die stärksten Aktivitäten entfaltete und erst im 20. Jahrhundert beendet wurde. Im benachbarten La Chaux-de-Fonds wurde 1873 eine Gruppe ins Leben gerufen, ebenso in Peseux am Neuenburgersee, letztere wurde 1993 in die Église morave en Suisse romande überführt und deren Kapelle 2021 verkauft. Eine Knabenschule wurde zuerst in der Stadt Lausanne gegründet, dann von 1873 bis 1920 im Schloss Prangins weitergeführt. In Montmirail, wo der Berner Patrizier und Herrnhuter Friedrich von Wattenwyl eigentlich eine Gemeinschaft gründen wollte, doch wurde 1766 ein Töchterinstitut eingerichtet, in dem bis 1988 junge Frauen in Hauswirtschaft und der französischen Sprache unterrichtet wurden. Seither ist dort eine christliche Kommunität namens Communauté Don Camillo eingezogen.

### Niederlande
Die Herrnhuter gründeten bereits zu Zinzendorfs Zeiten erste Gemeinden in den Niederlanden. 1745 erwarb der ihnen nahestehende Kaufmann Cornelis Schellinger das Schloss Zeist bei Utrecht und lud die Gemeinde zur Ansiedlung ein. Es entstanden die bis heute vorhandenen Gebäude um Broederplein und Zusterplein („Brüder-“ bzw. „Schwesternplatz“), die 1767 von Zinzendorfs Tochter Marie Agnes treuhänderisch für die Kirche erworben wurden. Dies blieb lange die einzige Gemeinde in den Niederlanden.
Heute lebt die Mehrheit der Mitglieder der Europäisch-Festländischen Provinz in den Niederlanden und gehört zu Familien mit Migrationshintergrund aus der ehemaligen niederländischen Kolonie Suriname, unter ihnen viele Nachfahren afrikanischer Sklaven.

### Tschechien
Das Missionsgebiet Tschechien/Herrnhuter Seniorat umfasst sowohl Gemeinden in Mittelböhmischen, Reichenberger und Königgrätzer Regionen als auch die in der tschechischen Hauptstadt Prag.
Das Missionsgebiet Tschechien-Provinz der Herrnhuter Brüdergemeine (1457, 1862 wiedergegründet) umfasst den Rest Tschechiens (darunter die ostböhmische Minderstadt Kunwald und das Land Mähren – aus dem die ursprünglichen Glaubensflüchtlinge 1722 nach Herrnhut kamen).

### Missionen der Brüder-Unität in Nordamerika

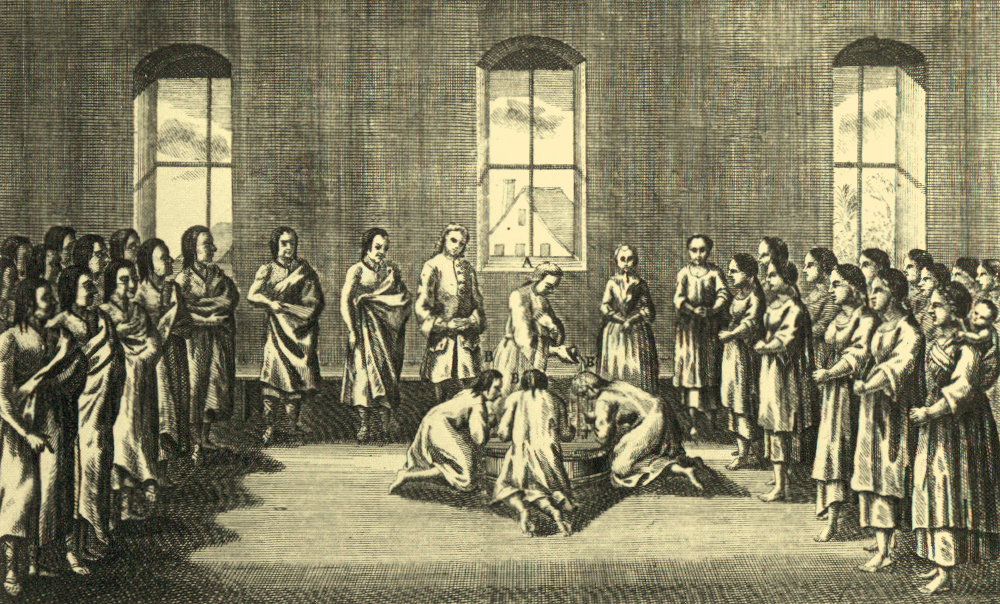
Taufe dreier Lenni-Lenape-Indianer durch einen Herrnhuter Missionar

Die Herrnhuter Missionare kamen im Jahr 1735 aus Deutschland nach Georgia in die englischen Dreizehn Kolonien Nordamerikas. Sie predigten Widerstands- und Gewaltlosigkeit und bewirkten bei vielen konvertierten Indianern eine bemerkenswerte Veränderung. Man nannte sie Mährische Indianer (englisch: Moravian Indians) und sie wohnten in Dörfern mit Namen wie Bethlehem, Gnadenhütten und Salem in Pennsylvania, Ohio und North Carolina. Dort züchteten sie Pferde und Rinder, kultivierten Obstgärten, bestellten ihre Felder und versammelten sich täglich zum Gottesdienst.
Obwohl die Herrnhuter Missionare zu vielen Stämmen Kontakt hatten, war die Evangelisierung und Begleitung der Lenni Lenape ihr wichtigstes Missionsziel. Sie folgten diesem Stamm von Pennsylvania über Ohio und Indiana schließlich nach Kansas. Sie waren außerdem bei den Mahican und Mattabesic in Connecticut und New York und bei den Cherokee in Georgia und Oklahoma tätig. Die Brüderunität hatte im Hinblick auf die Zahl der bekehrten Ureinwohner nur begrenzten Erfolg, denn es gab höchstens einige hundert getaufte Indianer pro Missionsstation. Die relativ geringe Bevölkerungsdichte der Ureinwohner, die verstärkte Wanderung nach Westen, das Gnadenhütten-Massaker im Jahr 1782 und die Präsenz von Alkohol-Verkäufern waren alles Ursachen für die relativ niedrige Zahl an konvertierten Indianern. Trotzdem genossen die Herrnhuter Missionare wie David Zeisberger und John Heckewelder einen sehr guten Ruf und wurden oft von Häuptlingen verschiedener Stämme aufgesucht, von denen einige den christlichen Glauben annahmen.
Um das Jahr 1900 wurde die letzte Indianer-Missionsstation in Nordamerika nach insgesamt über 150 Jahren Tätigkeit geschlossen.
Eine bis heute bedeutende und in ihrer Geschichte sehr gut dokumentierte Gemeinde besteht in Winston-Salem im US-Bundesstaat North Carolina. Der Herrnhuter Bischof August Gottlieb Spangenberg erwarb im Januar 1753 im Namen der Herrnhuter Brüdergemeine ein rund 400 km² großes Gebiet um das Muddy Creek und nannte es in Erinnerung an die Urheimat der Zinzendorfer – in lateinischer Abwandlung für Wachau – Wachovia. Am 17. November 1753 kamen die ersten 15 Männer aus Bethlehem (Pennsylvania) in die Gegend, um sie urbar zu machen. Die Ansammlung eher provisorischer Unterkünfte nannten sie Bethabara. Die ersten Siedlerfamilien trieben Landwirtschaft nach den damals modernsten Methoden. Besonders widmeten sie sich dem Anbau von Heilpflanzen. Ihre präzisen Aufzeichnungen der landwirtschaftlichen Aktivitäten bilden heute eine wertvolle Quelle für die Wissenschaft. Am 6. Januar 1766 begannen die Bauarbeiten für eine planmäßige Ansiedlung, in der eine größere Gruppe von Menschen nach biblischen Prinzipien in der Auslegung der Brüdergemeine leben sollten. Das Dorf wurde 1771 vollendet und erhielt den Namen Salem (für „Frieden“).
Bis 1856 war Salem ein völlig nach den Regeln der Kirche organisiertes Gemeinwesen. Zu den Zuständigkeiten der Kirche gehörten auch alle Angelegenheiten öffentlicher und wirtschaftlicher Natur. Das gesamte Land gehörte der Kirche und wurde an die Nutzer verpachtet. Erst die zunehmende wirtschaftliche Verflechtung mit dem Umland, in dem sich eine rasch anwachsende Bevölkerung an anderen Werten orientierte, führte in weltlichen Belangen zu einer Abkehr von den alten Regeln. Selbst der den Mährischen Brüdern ursprünglich eigene Pazifismus fand 1831 mit der Bildung einer eigenen Infanteriekompanie ein Ende.
Heute noch ist ein Teil der ursprünglichen Gebäude als Museumsdorf Old Salem, unmittelbar südlich des Stadtzentrums von Winston-Salem gelegen, erhalten und stellt ein beliebtes Touristenziel dar. In zahlreichen Gebäuden wird traditionelles Handwerk aus dem 19. Jahrhundert vorgeführt.
Während im 18. Jahrhundert Mitglieder anderer Hautfarbe integriert wurden, wurde nach dem Amerikanischen Unabhängigkeitskrieg allerdings eine zunehmende Zahl schwarzer Gemeindeglieder segregiert; das Verhältnis zu den missionierten Mitgliedern basierte auf dem Prinzip der Ungleichheit, beispielsweise durch eigene Gottesäcker für Schwarze. Das Halten von Sklaven wurde nicht grundsätzlich abgelehnt. Vielmehr vermied man eine politische Einmischung in das Thema. 1769 forderte man bei einer Synode mit Bezug auf die Bibel die gute Behandlung von Sklaven. Noch 1825 wurde auf einer Synode beschlossen, dass man sich – ebenso wenig wie seinerzeit der Apostel Paulus – „in den Streit über die Menschenrechte der Neger und Eigentumsverhältnisse der Herren“ nicht einmischen wolle.
In Nordamerika gibt es heute vier Provinzen der Moravian Church:
- Alaska
- Labrador
- Northern Province (nördliche und westliche Staaten der USA sowie die kanadischen Provinzen von Alberta und Ontario)
- Southern Province (südöstliche Staaten der USA)

2025 wurde in Bethlehem (Pennsylvania) das „Institute for Moravian World Heritage and History“ gegründet. Es soll das Wissen über die Geschichte und Kultur der Brüdergemeine durch wissenschaftliche Forschung, Bildungsarbeit und Öffentlichkeitsarbeit fördern. Der Schwerpunkt des Institutes liegt auf der wissenschaftlichen Arbeit zum Welterbe der Brüdergemeine, einschließlich der Unterstützung der lokalen Welterbestätte Bethlehem. Die Gründung des Instituts folgt auf die Aufnahme der Siedlungen der Herrnhuter Brüdergemeine in die Welterbeliste im Juli 2024.

## Theologie

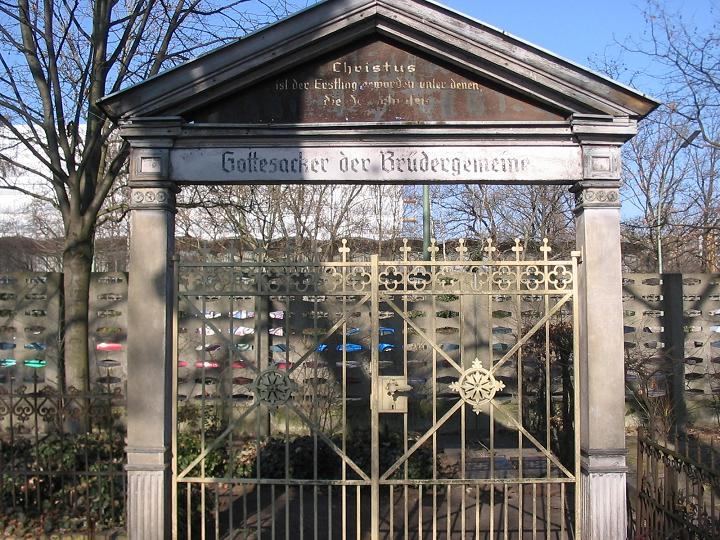
Tor zum Gottesacker der Brüdergemeine auf den Friedhöfen vor dem Halleschen Tor in Berlin-Kreuzberg

In der Brüderkirche haben sich Strömungen aus der böhmischen Reformation von Jan Hus, aus dem Pietismus und Calvinismus vereinigt. Sie stellt eine Lebensgemeinschaft dar, in der Theologen und Laien wirken. Es ist das Recht und die Pflicht jedes Mitglieds, die Bibel selbst zu lesen und für sich auszulegen.
Die dreifache Ordination zu Diaconus, Presbyter und Bischof stammt aus der Böhmisch-Mährischen Brüderkirche. Die Frauenordination ist noch nicht in allen Provinzen der Herrnhuter Brüdergemeine erlaubt. Zinzendorf ordinierte bereits im 18. Jahrhundert Frauen zu Presbyterinnen und Diakoninnen; diese Praxis wurde allerdings nach seinem Tode aufgegeben und geriet in Vergessenheit und wurde erst wieder in den 1950er Jahren aufgenommen.
Die Südafrikanerin Angelene Harriet Swart, Präsidentin der Brüderunität in Südafrika, wurde im Januar 2007 zur neuen Präsidentin der weltweiten Brüderunität gewählt.
In der Lehre werden Rechtfertigung und Erlösung durch den Tod Jesu Christi am Kreuz betont, die Heilandsliebe und das Wirken des Heiligen Geistes. Zinzendorf sagte: „Wenn wir Ihn [Jesum] kennen, so kennen wir alles, was wir in der Gottheit nothwendig kennen müssen.“ Die Segnung gleichgeschlechtlicher Paare ist seit 2014 in der Herrnhuter Brüdergemeine erlaubt, es ist jedoch jedem Gemeinhelfer/Pfarrer freigestellt, ob er eine solche durchführen möchte.

## Bestattungskultur

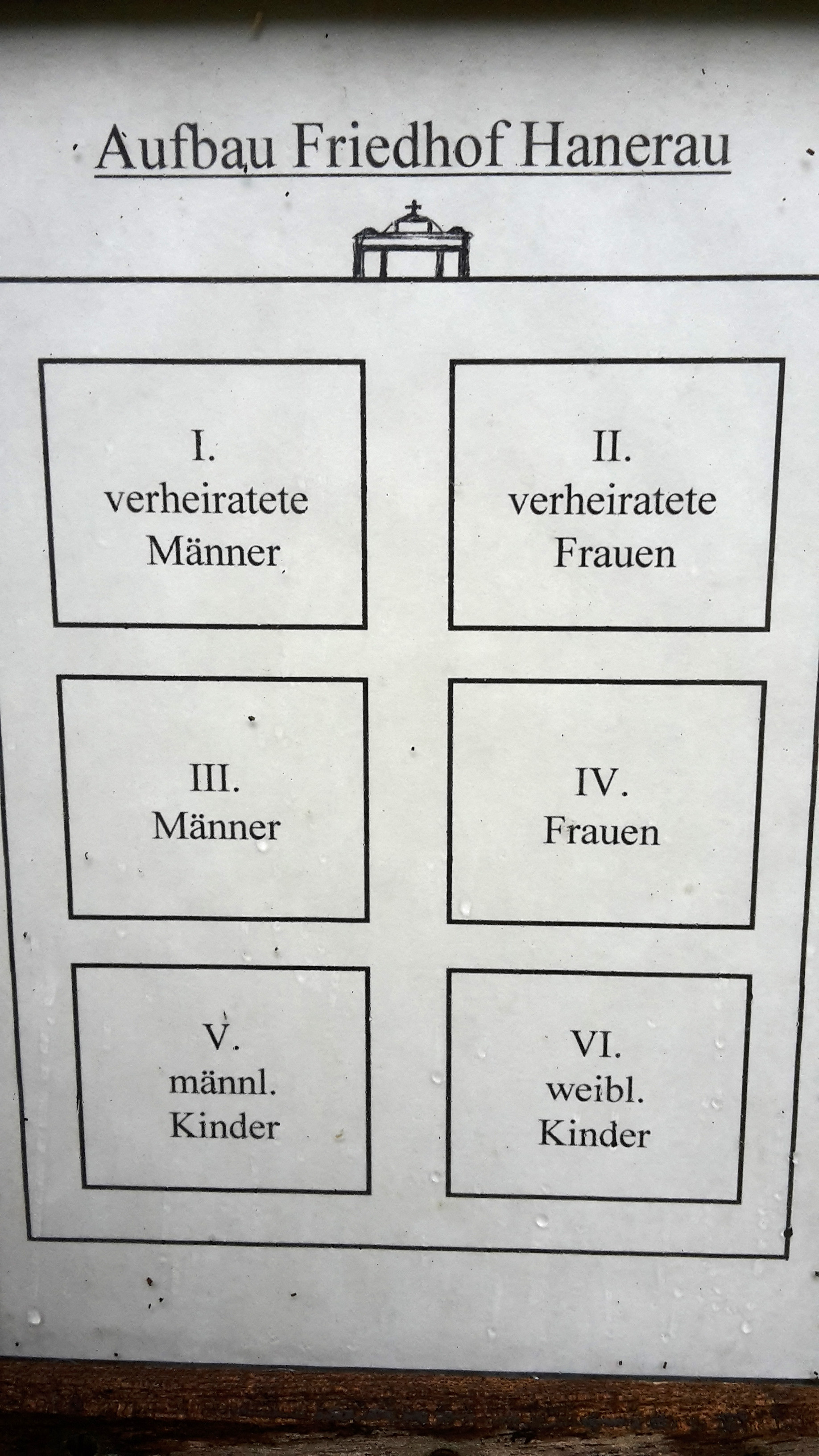
Gottesacker in Hanerau

Die Brüdergemeine setzt in der Gestaltung ihrer Friedhöfe, die als Gottesacker bezeichnet werden, ihre Vorstellungen von der Gleichheit vor dem Tod und der Ruhe vor der Auferstehung um. Der 1730 angelegte Herrnhuter Gottesacker ist ein Kulturdenkmal von überregionaler Bedeutung und gilt als Vorbild für viele Begräbnisplätze der Brüdergemeine in aller Welt. Er zeichnet sich im Unterschied zur barocken Friedhofskultur durch betonte Schlichtheit der Gestaltung aus (einheitliche Grabgrößen, schon 1747 genormte, liegende Leichensteine, Dominanz der Horizontalen etc.).
Schon 1740 beschloss man, dass jede Ortsgemeine einen eigenen Gottesacker haben und dieser bei späteren Neugründungen sogar Bedingung sein sollte. So wie der Mensch sich bei all seinem Handeln an Jesus zu orientieren habe, so sei auch sein Liegen im Grabe eine liturgische Handlung, lehrte Zinzendorf. Auch Jesus habe schließlich im Grabe gelegen. Der Gottesacker zählte damit zu den liturgischen Räumen der Gemeine.

## Losungen
Die Evangelische Brüder-Unität gibt seit 1731 (2025  also zum 295. Mal) jährlich die Losungen mit jeweils einem Bibelvers des Alten und Neuen Testaments zur täglichen Andacht heraus. Die Evangelische Gesellschaft für Deutschland bringt dazu in Zusammenarbeit ergänzend seit 1912 das Andachtsbuch Licht und Kraft, mit den entsprechenden Auslegungen, heraus. Inzwischen sind Die Losungen in über 50 Sprachen übersetzt und auf allen Kontinenten in einer jährlichen Auflage von rund 1,75 Millionen im Gebrauch. Seit 2010 gibt es in Deutschland auch den Terminkalender Die Losungen für junge Leute.

## Schulen
Die Brüdergemeine unterhält gegenwärtig im deutschsprachigen Raum sechs Schulen, darunter Gymnasien, Berufliche, Grund-, Real- und Förderschulen (vier in Deutschland (Gnadau/Sachsen-Anhalt, Herrnhut/Sachsen, Königsfeld/Schwarzwald sowie Nordseebad Tossens/Niedersachsen), zwei in den Niederlanden).

## Kirchengesang
Zinzendorf legte großen Wert darauf, dass die Gemeinde im Gottesdienst immer wieder sang. Er sah im Singen eine besondere Gabe des Heiligen Geistes. Demgemäß entstanden in der Brüdergemeine zahlreiche Gesangbücher. Kennzeichnend ist hierbei, dass die Lieder sich oft über die Jahre weiterentwickelt haben und mehrere Autoren an ihrem Entstehen mitgewirkt haben. Die bekanntesten Lieddichter (die keineswegs alle der Gemeine angehörten) waren:
- Johannes Baptista von Albertini (1769–1831)
- Johann Arbor († 1773)
- Friedrich Böhnisch (1710–1763)
- Johann Gottlieb Ehrenfried Böhmer (1700–1741)
- Adam von Bruiningk (1739–1772)
- Gottlob Büttner († 1745)
- Gottfried Clemens (1706–1776)
- Johann Friedrich Cammerhof (1721–1751)
- Martin Cornelius (Lebensdaten unbekannt)
- Christian David (1692–1751)
- Leonhard Johann Dober (1706–1766)
- Martin Dober (1703–1748)
- Johann Jakob Dupp (1707–1793)
- Christian Ludwig Edeling (~1700–1742)
- Christian Friedrich Förster (1751–1811)
- Karl Bernhard Garve (1763–1841)
- Christian Gregor (1723–1801)
- Wolf Caspar Abraham von Gersdorf (1704–1784)
- Johanna Magdalena von Gersdorf (1706–1744)
- Andreas Grasmann (1704–1783)
- Johann Geletzky (Lebensdaten unbekannt)
- Johann Horn (1490–1547)
- Henriette Maria Luise von Hayn (1724–1782)
- Michael Henrici (Lebensdaten unbekannt)
- Otto Wilhelm Hasse († 1743)
- Johann Andreas Hübner (1733 – ~1809)
- Zacharias Gelineck (auch Hirschel) (1714–1763)
- Georg Heinrich Gottlieb Jahr (1801–1875)
- Esther Grünbeck (1717–1796)
- Nikolaus Andreas Jäschke (1718–1762)
- Paul Eugenius Layritz (1707–1788)
- Johann Michael Lauterbach (1716–1787)
- Anna Maria Lawatsch (1712–1759)
- Severin Falk Lintrup (1700–1758)
- Georg Heinrich Loskiel (1740–1813)
- Lucas Libanus († 1577)
- Philipp Heinrich Molther (1714–1780)
- Johann Georg Ferdinand Müller (1805–1898)
- Anna Nitschmann (1715–1760)
- Gottfried Neumann (1687–1782)
- Johann Nitschmann (1712–1783)
- Georg Neißer (1715–1784)
- Carl Nottbeck (1713–1783)
- David Nitschmann (1696–1772)
- Carl Heinrich von Peistel (1704–1782)
- Johann Petsch (1720–1795)
- Martin Polycarp († nach 1606)
- Balthasar Friedrich von Promnitz (1711–1744)
- Johann Praetorius (1738–1782)
- Paul Daniel Pryzelius (* 1713)
- Georg Pilder (1716–1793)
- Johann Friedrich Rock (1678–1749)
- Abraham Reinecke († 1760)
- Ludolf Ernst Schlicht (1714–1769)
- Hermann Reinhard Schick (1704–1771)
- Matthäus Stach (1711–1787)
- August Gottlieb Spangenberg (1704–1792)
- Eva Maria Spangenberg (1696–1751)
- Joachim Schmidt (Lebensdaten unbekannt)
- Jakob Till (1713–1783)
- Georg Vetter (1536–1599)
- Michael Weiße (1488–1534)
- Heinrich Rudolf Wilhelm Wullschläger (1805–1864)
- Ernst Wetislaus Wilhelm von Wobeser (1727–1795)
- Anna Thekla von Weling (1837–1900)
- Nikolaus Ludwig von Zinzendorf (1700–1760)
- Renatus von Zinzendorf (1727–1752)
- Erdmuthe Dorothea von Zinzendorf (1700–1756)
- Johann Wilhelm Zander (1716–1782)

## Überkonfessionalität und Ökumene
Die Herrnhuter Brüdergemeine ist wegen ihrer Überkonfessionalität aktiv in der Ökumene engagiert, insbesondere in zahlreichen überkonfessionellen missionarischen Arbeitsgruppen. Sie ist Mitglied im Ökumenischen Rat der Kirchen, in der Gemeinschaft Evangelischer Kirchen in Europa, in der Konferenz Europäischer Kirchen, in der Arbeitsgemeinschaft Christlicher Kirchen in Deutschland und im Deutschen Komitee des Weltgebetstages. Die weltweite Brüder-Unität ist Vollmitglied des Lutherischen Weltbundes.
Die Herrnhuter Brüdergemeine ist der Evangelischen Kirche in Deutschland (EKD) angegliedert und Gastmitglied in der Vereinigung Evangelischer Freikirchen. Viele Herrnhuter beteiligen sich auch an den Aktivitäten der Evangelischen Allianz.
Der amerikanische Zweig der Herrnhuter, die Moravian Church, ist Vollmitglied des National Council of Churches of Christ und steht seit 2001 mit der Evangelischen Lutherischen Kirche Amerikas (ELCA) sowie seit Sommer 2010 mit der Amerikanischen Anglikanerkirche in voller Kanzels- und Abendmahlsgemeinschaft. Die Amerikanische Brüder-Unität ist auch Gastmitglied bei den „Churches of Christ Uniting“-Gesprächen.

## Kulturelles
Um Mittel zu erwirtschaften, wurden und werden eine Reihe handwerklicher Produkte gefertigt, die durch ihr eigenständiges Design bekannt sind.

### Herrnhuter Sterne
Als Herrnhuter Stern bezeichnet man einen beleuchteten Advents- oder Weihnachtsstern einer bestimmten geometrischen Bauart. Am Anfang des 19. Jahrhunderts wurden die ersten Sterne aus weißem und rotem Papier in der Adventszeit in den Internatsstuben der Herrnhuter Brüdergemeine gefertigt und aufgehängt. Die in vielen Ländern beliebten Herrnhuter Sterne werden von der zur Brüder-Unität gehörenden Herrnhuter Sterne GmbH noch heute in Handarbeit hergestellt.

### Herrnhuter Kleisterpapier

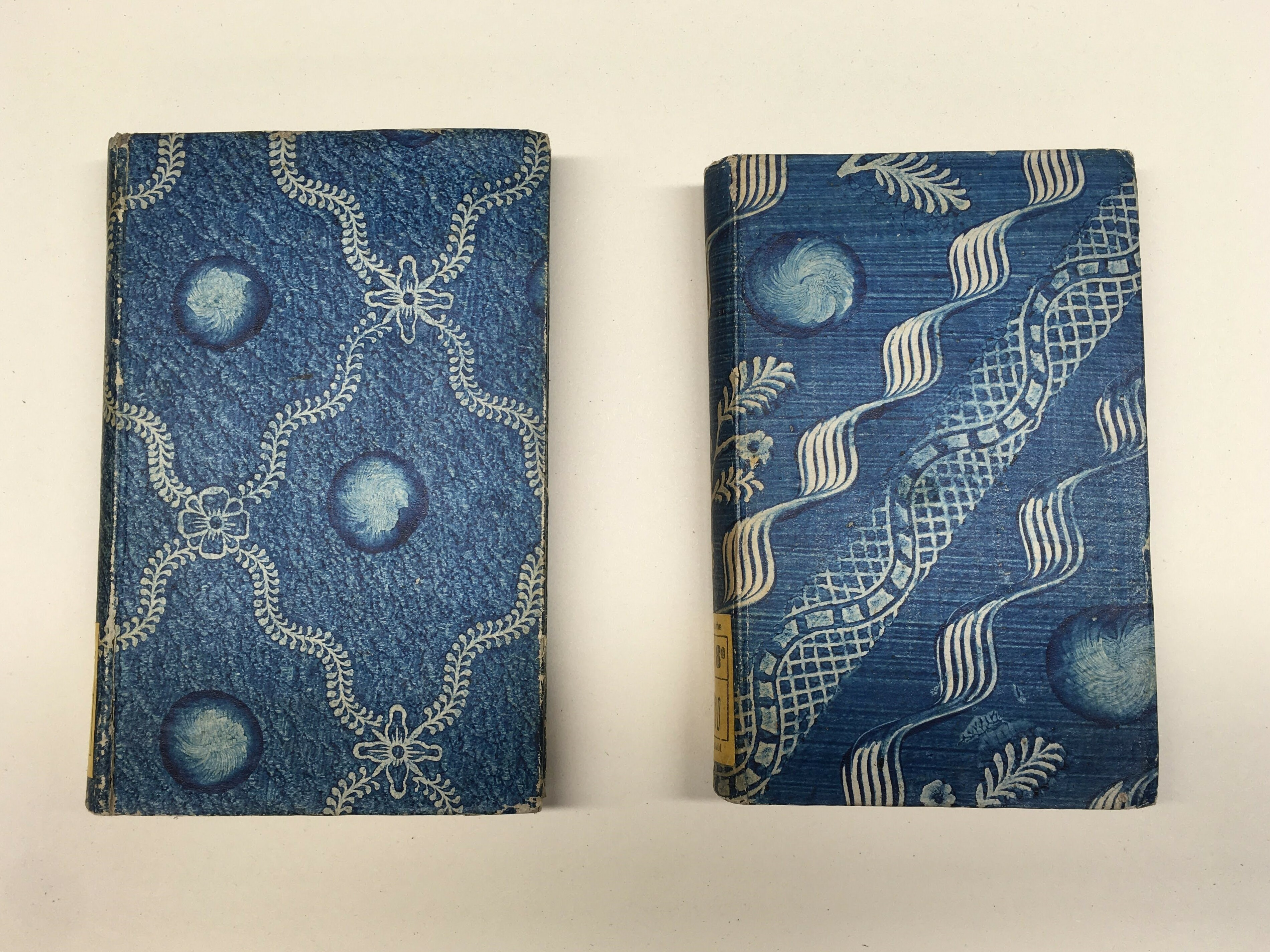
Bucheinbände, Kleisterpapier, Papier nach Herrnhuter Art

Ab der zweiten Hälfte des 18. Jahrhunderts bis Anfang des 19. Jahrhunderts wurden Kleisterpapiere mit einer großen Vielfalt von Dekoren gefertigt, die durch einfache Hilfsmittel wie Pinsel, Rollen, Stempel oder Fingern gestaltet wurden und Herrnhuter Kleisterpapier genannt wurden. Da sich heute nicht mehr mit Sicherheit feststellen lässt, ob das jeweilige Buntpapier wirklich in Herrnhut gefertigt wurde oder ob es sich vielleicht um Nachahmungen handelt, spricht man heute von Kleisterpapieren Herrnhuter Art.
Die in Herrnhut gefertigten Papiere wurden von den ledigen Schwestern hergestellt und zuerst für den Eigenbedarf der Buchbinderei der Herrnhuter Gemeine genutzt. Später, als das Papier sich einiger Beliebtheit erfreute, wurde damit wie auch mit anderen Erzeugnissen der Schwestern gehandelt. Das originale Herrnhuter Kleisterpapier beschränkt sich meist auf folgende Farben: Karminrot, Berliner Blau, Indigo und vereinzelt auch Grün, Gelb und Braun.

### Sonstiges
In den Anfangsjahren erfanden die Herrnhuter eine Anzahl mythischer Tierwesen, die dem gekreuzigten Jesus seine Leiden versüßten, so zum Beispiel die Blutwundenfischlein, die im Blute Christi schwammen, die Wunderbienlein, die seine Wunden befruchteten und Bluthonig aus diesen saugten, die Kreuzvöglein, die Jesus am Kreuz trösteten. Nikolaus Ludwig Graf von Zinzendorf, der anfänglich auch diesem Verniedlichungskult frönte, verbot schließlich 1749 in einem Strafbrief diese insbesondere von seinem Sohn Renatus verstärkt betriebenen mystischen Diminutiva.
Das Völkerkundemuseum Herrnhut zeigt die ethnografischen Sammlungen der Herrnhuter Missionare aus aller Welt.
Die Herrnhuter Brüderkirche hat aufgrund ihrer ausgeprägten Missionsarbeit viele Beziehungen zu anderen Ländern. Dadurch fand z. B. 1887 in Neuwied das erste internationale Fußballspiel auf deutschem Boden statt.
Erich Kästner erwähnt, dass seine Cousine Dora, die von ihrem Vater in das Herrnhuter Internat geschickt worden war, von dort ganz blass und verhärmt zurückgekehrt sei.
Die Protagonistin der Binnenerzählung Bekenntnisse einer schönen Seele in Johann Wolfgang Goethes Roman Wilhelm Meisters Lehrjahre bezeichnet sich selbst als herrnhutische Schwester.

### Überblicksdarstellungen
- David Cranz: Alte und neue Brüder-Historie oder kurz gefasste Geschichte der Evangelischen Brüder-Unität. 1. Auflage, Laux, Barby 1771. Archive. 2. Auflage, Barby 1772. Neudruck mit einem Vorwort von Gerhard Meyer. Olms, Hildesheim/New York 1973, ISBN 3-487-04619-9. Google.
- David Cranz: Kurze, zuverlässige Nachricht von der, unter dem Namen der Böhmisch-Mährischen Brüder bekannten, Kirche Unitas Fratrum herkommen, Lehr-Begrif, äussern und innern Kirchen-Verfassung und Gebräuchen… 1757 (Digitalisat).
- Matthias Donath, Lars-Arne Dannenberg: Herrnhuter Siedlungen in Europa. Niederjahna/Nieschütz 2018.[40]
- Hans-Christoph Hahn, Hellmut Reichel (Hrsg.): Zinzendorf und die Herrnhuter Brüder. Quellen zur Geschichte der Brüder-Unität von 1722 bis 1760. Wittig, Hamburg 1977, ISBN 3-8048-4137-6.
- Johann Konrad Hegner: Fortsetzung von David Cranzens Brüder-Historie. 3 Bände. Barby 1791–1804. Google.
- Gisela Mettele: Weltbürgertum oder Gottesreich. Die Herrnhuter Brüdergemeine als globale Gemeinschaft 1727–1857 (= Bürgertum. Neue Folge, Band 4). Vandenhoeck & Ruprecht, Göttingen 2009, ISBN 978-3-525-36844-2 (Zugleich: Habilitationsschrift, Technische Universität Chemnitz, 2004).
- Dietrich Meyer: Zinzendorf und die Herrnhuter Brüdergemeine. 1700–2000. Vandenhoeck & Ruprecht, Göttingen 2009, ISBN 978-3-525-01390-8 (Digitalisat).
- Heinz Renkewitz (Hrsg.): Die Brüder-Unität (= Die Kirchen der Welt. Reihe A, Band 5). Evangelisches Verlags-Werk, Stuttgart 1967.
- Adolf Schulze: Die Brüdermission in Wort und Bild. Verlag der Missionsbuchhandlung, Herrnhut 1913 (Digitalisat).
- Martin Theile: Die weltweite Brüder-Unität – ein Überblick. In: Neues Lausitzisches Magazin. Neue Folge Band 4, 2001, S. 115–122.
- Unbekannt: People of the Moravian Church by Occupation: Bishops of the Moravian Church, Clergy of the Moravian Church, Missionaries of the Moravian Church, General Books LLC, 2010, ISBN 978-1-157-91116-6.

### Einzelne Gebiete
DDR
- Hedwig Richter: Pietismus im Sozialismus. Die Herrnhuter Brüdergemeine in der DDR (= Kritische Studien zur Geschichtswissenschaft. Band 186). Vandenhoeck & Ruprecht, Göttingen 2009, ISBN 978-3-525-37007-0 (Zugleich: Dissertation, Universität Köln, 2008).[41]

Grönland
- David Cranz: Historie von Grönland enthaltend die Beschreibung des Landes und der Einwohner etc. insbesondere die Geschichte der dortigen Mission der Evangelischen Brüder zu Neu Herrnhut und Lichtenfels. 2. Auflage. Ehlers, Barby 1770 (Digitalisate als PDF: Bd. 1 (PDF; 42,2 MB), Bd. 2; PDF; 25,3 MB)

Karibik
- Jan Hüsgen: Mission und Sklaverei. Die Herrnhuter Brüdergemeine und die Sklavenemanzipation in Britisch- und Dänisch-Westindien. Franz Steiner Verlag, Stuttgart 2016, ISBN 978-3-515-11272-7.

Lateinamerika
- Benjamin Tillman: Imprints on Native Lands: The Miskito-Moravian Settlement Landscape in Honduras. University of Arizona Press, Tucson 2011.

Lettland und Estland
- Erich Donnert: Letten und Esten im Wirkungsbereich von Pietismus und Herrnhuter Brüdergemeine. In: ders: Agrarfrage und Aufklärung in Lettland und Estland. Livland, Estland und Kurland im 18. und beginnenden 19. Jahrhundert. Peter Lang, Frankfurt am Main 2008, ISBN 978-3-631-57021-0, S. 52–67.

Russland
- Otto Teigeler: Die Herrnhuter in Russland. Ziel, Umfang und Ertrag ihrer Aktivitäten. Vandenhoeck & Ruprecht, Göttingen 2006. Google.

Schlesien
- David Cranz: Geschichte der evangelischen Brüdergemeinen in Schlesien, insonderheit der Gemeinde zu Gnadenfrei. Eine historisch-kritische Edition. Hrsg. von Dietrich Meyer (= Neue Forschungen zur schlesischen Geschichte, Band 29). Böhlau Verlag, Wien/Köln/Weimar 2021, ISBN 978-3-412-52263-6.
- Birgit A. Schulte: Die schlesischen Niederlassungen der Herrnhuter Brüdergemeine Gnadenberg, Gnadenfeld und Gnadenfrei. Beispiele einer religiös geprägten Siedlungsform (= Quellen und Darstellungen zur schlesischen Geschichte. Band 31). Degener, Insingen 2008, ISBN 978-3-7686-3502-8 (Zugleich: Magisterarbeit, Universität Trier, 2003: Religionen präg(t)en Räume.).
- Johann Adam Hensel: Protestantische Kirchen-Geschichte der Gemeinen in Schlesien. D. Siegerts, Leipzig/Liegnitz 1768.

Schweiz
- David Cranz: Reise durch Graubünden im Jahre 1757. Ein Zeugnis aus der Geschichte der Herrnhuter in der Schweiz. Neuauflage mit historischen und biographischen Erläuterungen, hrsg. von Holger Finze-Michaelsen. Theologischer Verlag Zürich, Zürich 1996, ISBN 3-290-17151-5.

Südasien
- Thomas Ruhland: Pietistische Konkurrenz und Naturgeschichte: Die Südasienmission der Herrnhuter Brüdergemeine und die Dänisch-Englisch-Hallesche Mission (1755–1802). Herrnhuter Verlag, Herrnhut 2018, ISBN 978-3-931956-55-4.
- Martin Krieger: Vom „Brüdergarten“ zu den Nikobaren. Die Herrnhuter Brüder in Südasien. In: Stephan Conermann (Hrsg.): Der Indische Ozean in historischer Perspektive (= Asien und Afrika. Beiträge des Zentrums für Asiatische und Afrikanische Studien (ZAAS) der Christian-Albrechts-Universität zu Kiel. Band 1). EB-Verlag, Hamburg 1998, ISBN 3-930826-44-5, S. 209–245 (teilweise deutsch und teilweise englisch).

### Spiritualität
- Peter Vogt: Evangelische Spiritualität bei Nikolaus Ludwig Graf von Zinzendorf (1700–1760) und der Herrnhuter Brüdergemeine seiner Zeit. In: Peter Zimmerling (Hrsg.): Handbuch Evangelische Spiritualität, Bd. 1: Geschichte. Vandenhoeck & Ruprecht, Göttingen 2017, ISBN 978-3-525-56719-7, S. 438–460.
- Ralph Ludwig: Der Herrnhuter. Wie Nikolaus von Zinzendorf die Losungen erfand. Wichern-Verlag, Berlin 2009, ISBN 978-3-88981-274-2.
- Martin H. Jung: Pietismus (= Fischer. Fischer kompakt). Fischer-Taschenbuch-Verlag, Frankfurt am Main 2005, ISBN 3-596-16130-4 (S. 21–26: Die Siedlung Herrnhut in der Oberlausitz, S. 56–63: Porträt Nikolaus Ludwig Graf von Zinzendorf).

### Wirtschaft
- Thomas Dorfner: Von „bösen Sektierern“ zu „fleissigen Fabrikanten“. Zum Wahrnehmungswandel der Herrnhuter Brüdergemeine im Kontext kameralistischer Peuplierungspolitik (ca. 1750–1800). In: Zeitschrift für historische Forschung. Band 45, Nr. 2, 2018, S. 283–313.
- Thomas Dorfner: „Commercium nach dem Sinn Jesu“. Überlegungen zum Marktverhalten der Brüdergemeine am Beispiel des Labradorhandels. In: Jahrbuch für Wirtschaftsgeschichte. Band 61, Nr. 1, 2020, S. 39–66.
- Susanne Kokel: „Kredit bei aller Welt“. Die Herrnhuter Brüdergemeine und ihre Unternehmen 1895–1945 (= Wirtschafts- und Sozialgeschichte des modernen Europa. Band 10). Nomos, Baden-Baden 2022, ISBN 978-3-7560-0401-0.

### Architektur
- Herrnhuter Architektur am Rhein und an der Wolga. Begleitbuch zur Ausstellung im Kreismuseum Neuwied. Herausgegeben vom Landkreis Neuwied/Rhein, Redaktion: Reinhard Lahr, Bernd Willscheid. Görres-Druckerei Koblenz o. J. (2001), ISBN 3-920388-96-8

### Bauwerk in Herrnhut
im Zusammenhang mit der Förderung aus einem Kirchenbauprogramm in der DDR:
- Bund der Evangelischen Kirchen in der DDR (Hrsg.): 15 Jahre Sonderbauprogramm. Berlin 1988 (96 Seiten, mit Kurz-Porträt dieses Bauwerks; A/431/88).

## Audio
- Wolfram Nagel: Herrnhuter Brüdergemeine – 300 Jahre Missionsgeschichte, Website deutschlandfunk.de (20. Juni 2022).
- Martin Zähringer und Jane Tversted: Herrnhuter Brüdergemeine – Ein postkolonialer Blick auf die Missionsgeschichte, Website deutschlandfunk.de (16. April 2025).